# Quimbaya (etnia)

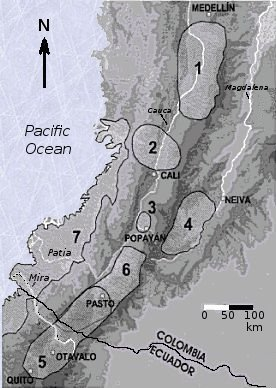
Culturas precolombinas del suroccidente colombiano, la cultura Quimbaya es la número 1.

Los Quimbaya fueron un pueblo originario americano colombiano conocido por su producción de piezas de cobre y oro de alta calidad y belleza que habitaron las regiones del alto y bajo cauca colombiano, hoy departamentos de Antioquia, Caldas, Risaralda, Quindío y Valle del Cauca. Esta etnia interpuso una férrea resistencia a la dominación española, así como otros grupos indígenas en el recién fundado Nuevo Reino de Granada en 1539.
Esta cultura precolombina es muy conocida a nivel mundial por el Tesoro de los Quimbayas, cuyas piezas se encuentran en España, el Field Museum de Chicago, el Museo del Oro de Bogotá y el museo del oro Quimbaya de Armenia Quindío 

## Organización administrativa
Cuando llegaron los españoles, usaron el nombre de 'quimbaya', para designar de manera genérica a culturas indígenas de características diversas pero que ocupaban áreas de lo que hoy se conoce en Colombia como el Eje Cafetero, en los departamentos de Caldas (sur: Chinchiná, Palestina, Villamaría, Manizales), Risaralda (sur: Pereira, Marsella, Santa Rosa) y Quindío (norte: Armenia, Quimbaya, Montenegro, La Tebaida, Salento, Circasia) en los municipios de Cartago y Obando, al norte del Valle del Cauca. El término quimbaya ha sido usado por los arqueólogos, para designar culturas que incluso a la llegada de los españoles estaban extintas y que posiblemente fueron desplazadas por pueblos que llegaron después.

## Desarrollo histórico

### Periodo Temprano (c. 500 a.C.- 700 d.C.)
El periodo Clásico se caracterizó por la adaptación  de un modo de vida predominantemente agrícola, así como la adaptación de tecnologías como la producción de cerámica y la fundición de metales.
Durante el periodo clásico, la orfebrería Quimbaya alcanza su madurez con la producción de figurillas, tanto realistas como estilizadas, de diversos animales, de los cuales los más representados fueron caracoles e insectos en metamorfosis, como pupas de mariposa, que pudieron tener significados relacionados con los ciclos de la naturaleza y la sociedad.

### Periodo Tardío (c. 700 d.C.- 1600 d.C.)
Tras una aparente pausa en el desarrollo artístico quimbaya en el siglo VII,[cita requerida] los habitantes de la región vuelven a retomar la producción de orfebrería y otros objetos artesanales, aunque ahora con un estilo caracterizado por formas geométricas simples y decoraciones esquemáticas. Asimismo este periodo ve un importante auge en las técnicas de hilado de algodón y en el desarrollo de nuevos estilos cerámicos en la región del Cauca.

### Invasión hispánica
La conquista española del territorio quimbaya comenzó en 1539 y sometió a los indígenas al servicio de los encomenderos. En 1542 se produjo la primera rebelión quimbaya y en 1557 la segunda, que llegó a adquirir mayores dimensiones. Derrotadas estas se produjo una continuada disminución de la población quimbaya, de manera que para 1559 ya habían desaparecido, por lo menos, el 55 % de los cacicazgos. La desnutrición, las enfermedades y finalmente la guerra de los pijaos contra los españoles, de la que fueron víctimas, terminaron de diezmarlos, de manera que el último censo de los quimbayas, en 1628, registró apenas 69 tributarios, en una zona donde en 1539 se registraron 20 000.

## Economía

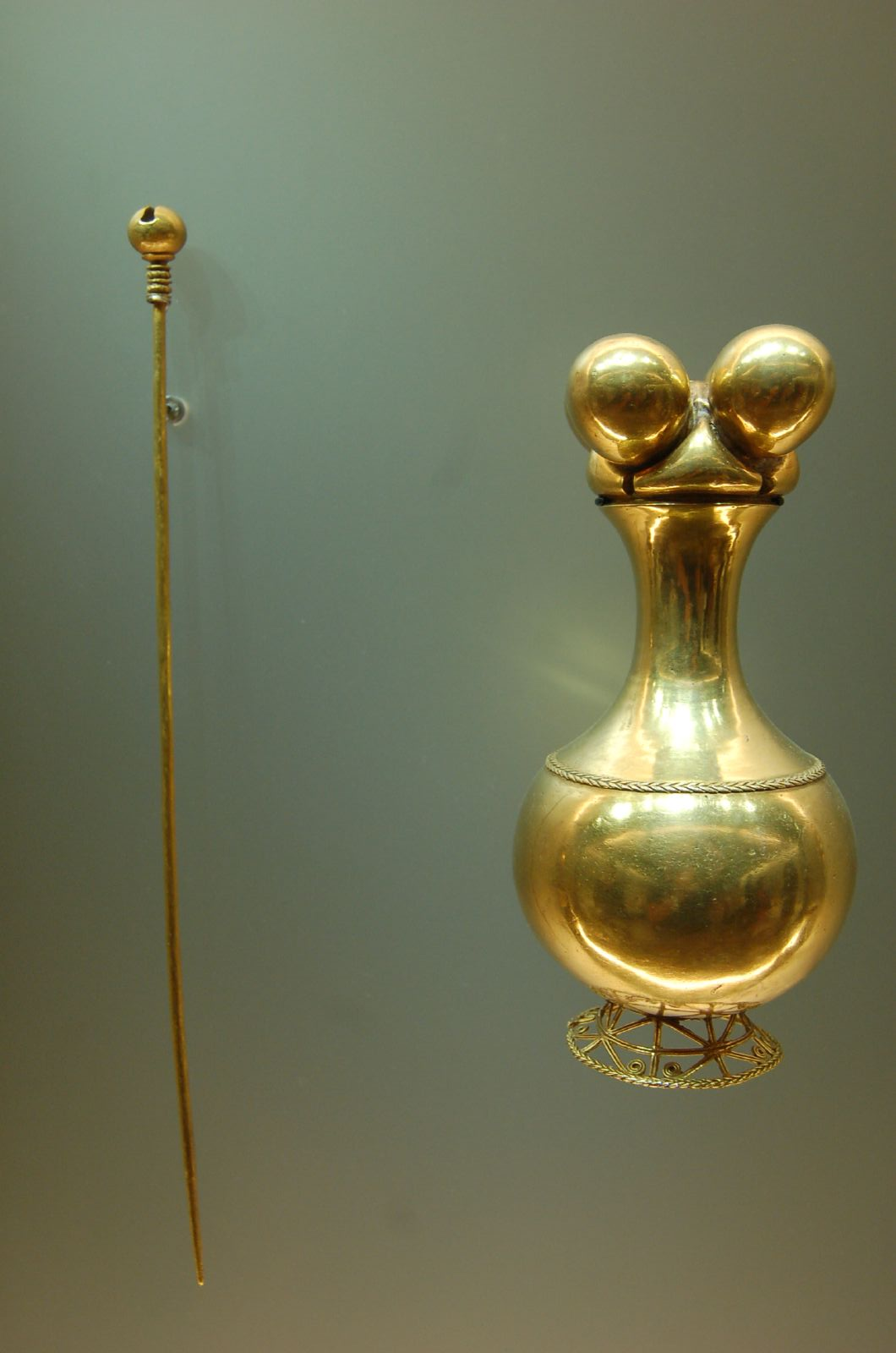
Poporo quimbaya, Museo del Oro, Bogotá.

Ellos eran personas muy trabajadoras. Viviendo en el clima tropical templado de eje cafetero pudieron cultivar una gran variedad de productos: maíz y yuca, como base alimentaria, aguacates, guayaba. Se nutrían también de la pesca y caza, y eran excelentes agricultores, con lo que la tierra les daba. Eran también intensos cazadores. La caza les proporcionaba carne de conejo y de venado en abundancia, pero también, que se sepa, cazaron zarigüeyas, dantas, armadillos, zorros y pecaríes, entre otros animales cuyos vestigios han sido hallados.
La minería era fundamentalmente cuprífera. Desarrollaron técnicas de metalurgia avanzadas para procesar el oro de un modo colmado de estética y finos acabados. Las abundantes piezas quimbayas que se han encontrado son motivo de admiración para los visitantes de incontables museos colombianos y extranjeros; el nombre «quimbaya» se ha convertido en un término tradicional genérico para referirse a muchas de las producciones y objetos encontrados en esta zona geográfica, así no provengan rigurosamente de la etnia misma y provengan de diferentes épocas en el tiempo.[cita requerida]
Como industriales se destacaron además de la producción de piezas de orfebrería, en la fabricación de aceite para alumbrado, y en su industria textil, de la que no han sobrevivido piezas dadas las condiciones geológicas inadecuadas necesarias para su preservación. La confección de mantas de algodón era, en realidad, su principal industria. Como comerciantes, intercambiaban sus piezas de orfebrería, mantas, textiles y oro, con pueblos del vecindario y aun lejanos. A destacar, está también la explotación y el comercio que hacían con la sal, extraída de los ríos mediante técnicas de ebullición de agua bajo el fuego y la bala

## Cultura y costumbres

### Prácticas funerarias
Prestaban mucha atención a sus prácticas funerarias, y las construcciones de tumbas quimbayas testimonian esta afirmación pues, en verdad, elaboraron una enorme variedad de tumbas diferentes de acuerdo con lo específico de cada entierro, en el que siempre se incluían las ofrendas que habrían de acompañar al difunto en su paso a la otra vida, incluidos víveres y armas para hacérselo más fácil. En las tumbas también enterraron la mayoría de los objetos de oro precolombinos, elementos personales del muerto y algunos otros elementos sagrados. Creían que todos los cuerpos resucitarían.[cita requerida]
Se discute si los quimbayas practicaban la antropofagia ritual con sus enemigos de guerra, en festividades o celebraciones muy especiales. Este canibalismo tendría significados simbólicos relacionados con la derrota y venganza de sus enemigos o con la apropiación del espíritu.  Sin embargo, en el caso de los quimbayas, las crónicas que se refieren el canibalismo se basan en un solo testimonio sobre dos supuestos casos.

### Orfebrería
Una de las actividades que más famosos ha hecho a los quimbayas es su lujosa orfebrería,ya que esta  goza de una increíble belleza y a la vez de una técnica perfecta. Desarrollaron sistemas de metalurgia para combinar cobre con el oro que no abundaba en su región (a diferencia de otras zonas del país). Esta combinación de oro y cobre, llamada «tumbaga», no restaría para nada atractivo, brillo y durabilidad de sus magníficas piezas, de una vivacidad espectacular. Los quimbayas también hicieron que una de ellas se popularizara mucho, los famosos «pop oros». Su orfebrería es de la más importantes de América dada la exquisita belleza de las piezas expresada mediante unos muy bien desarrollados métodos metalúrgicos.
Su forma de fundir para obtener el grado exacto de oro y cobre para mantener una pureza alta, aun se desconoce cómo se logró tal calidad ya que necesitarían hornos que alcanzarían los mil grados centígrados para fundir estas piezas.
Una colección de 122 piezas de orfebrería quimbaya de excepcional calidad se puede visitar en el Museo de América de Madrid. El conocido como "tesoro de los quimbayas" se encuentra en España desde el año 1893. El 9 de mayo de 2024, los ministros colombianos de cultura y exteriores requirieron formalmente a España el retorno de esta colección a Colombia. 

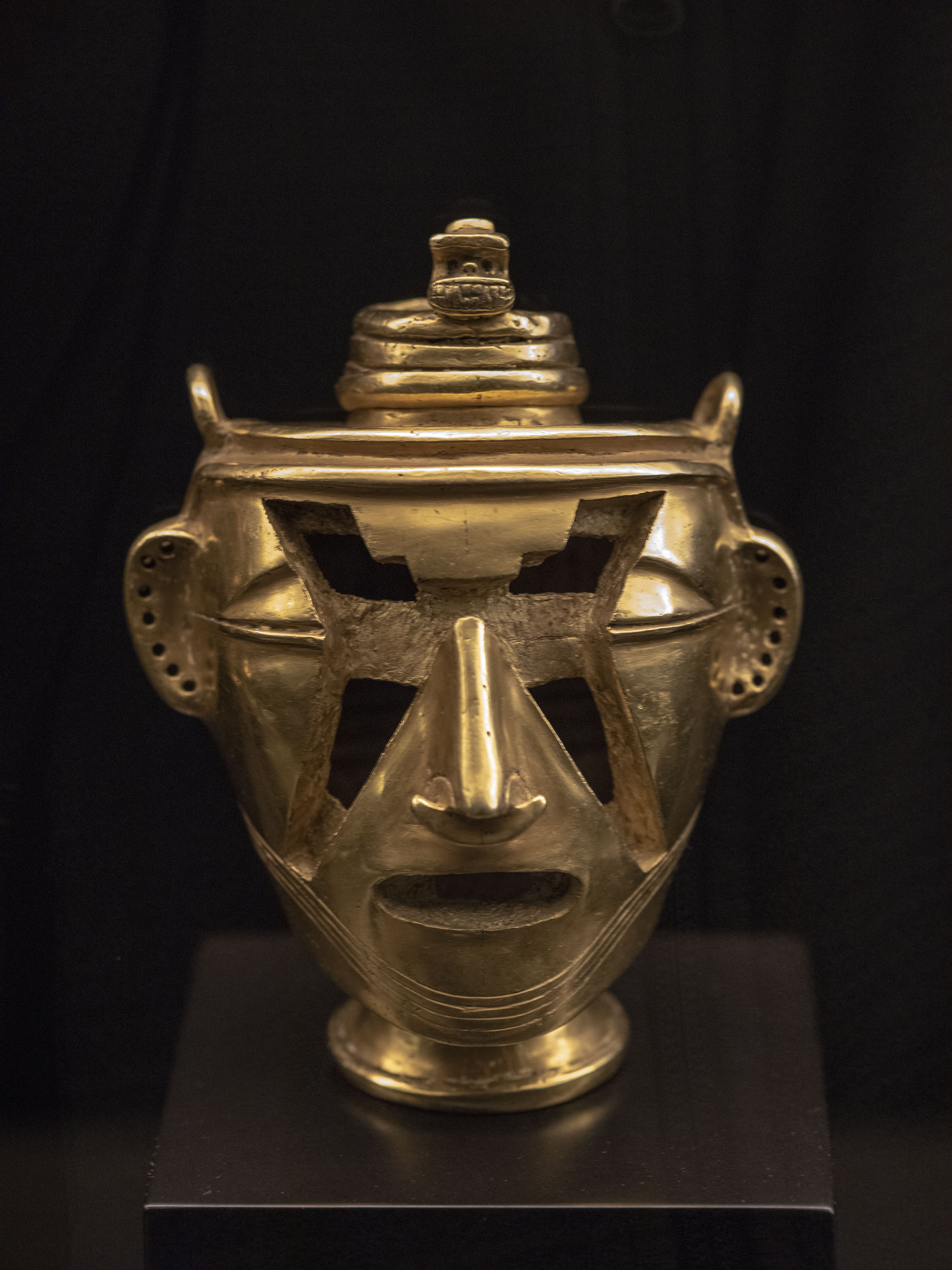
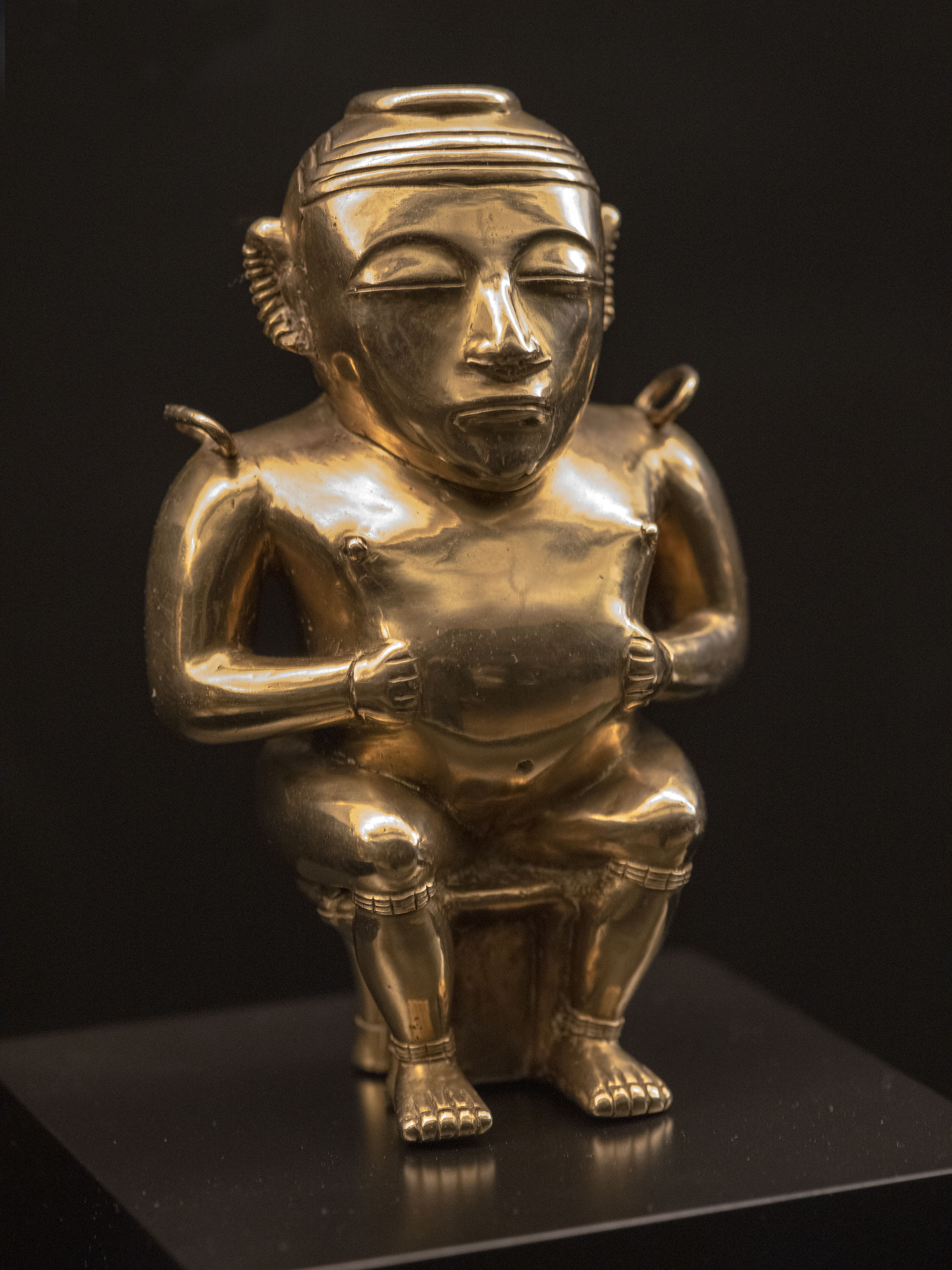
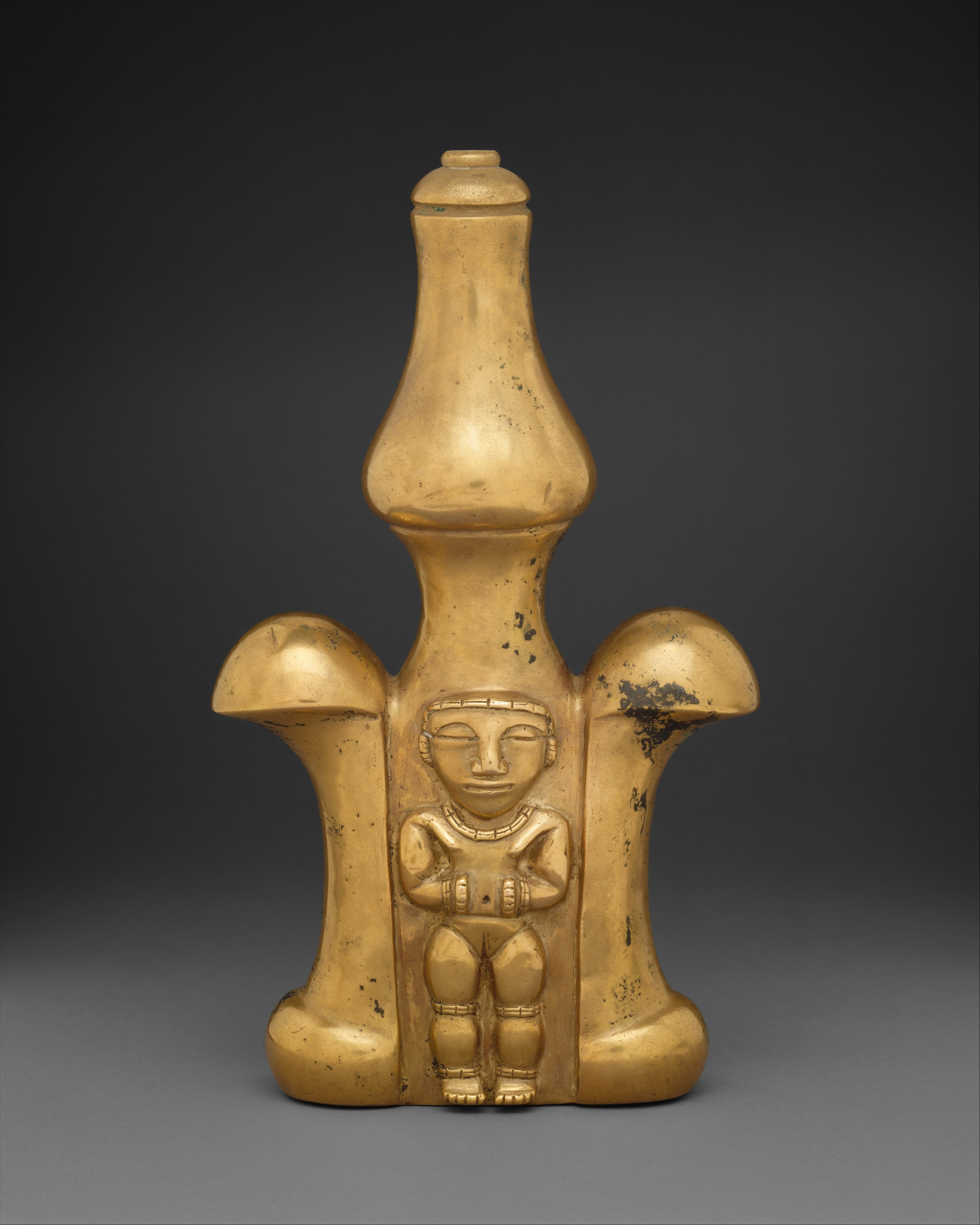
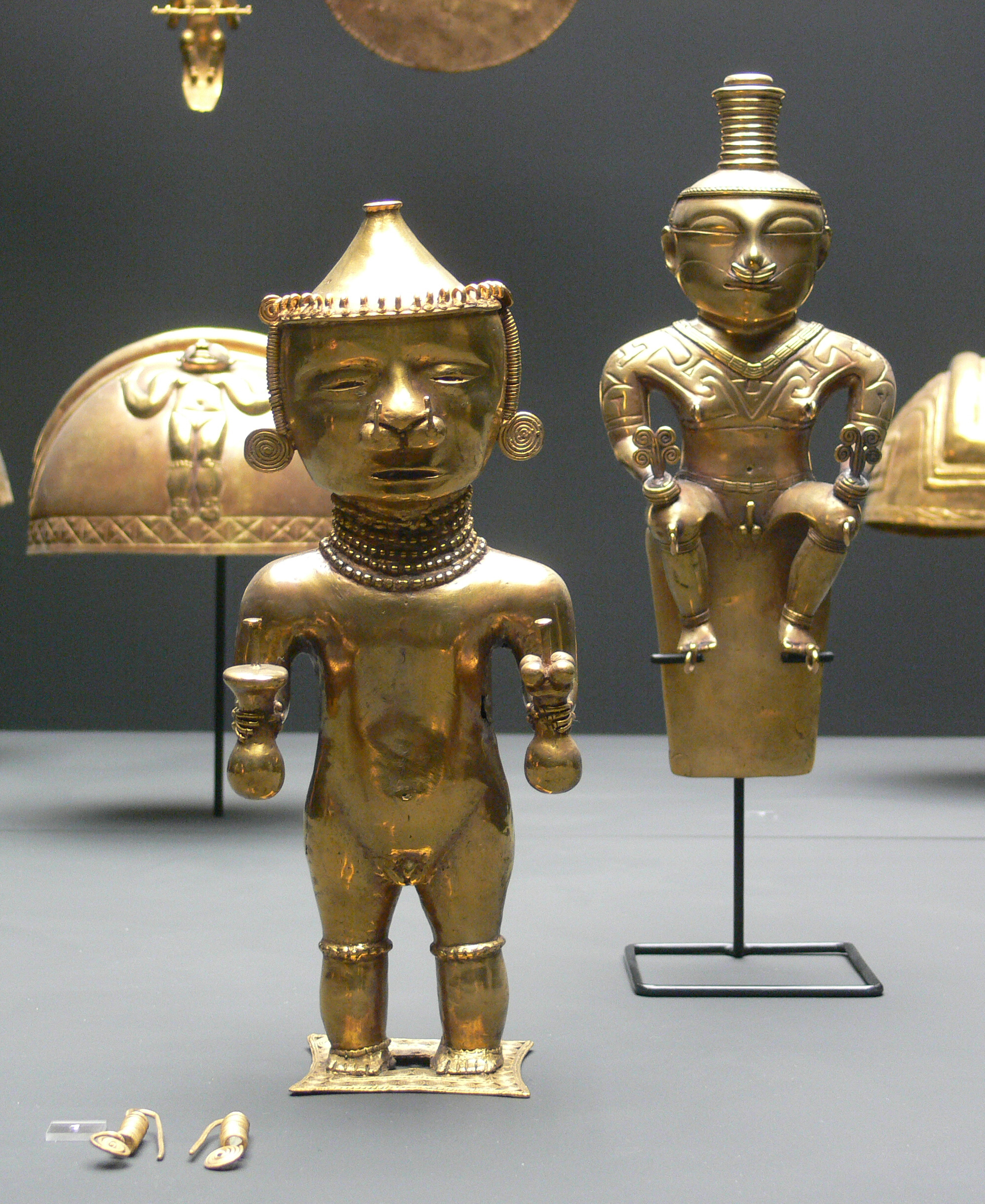
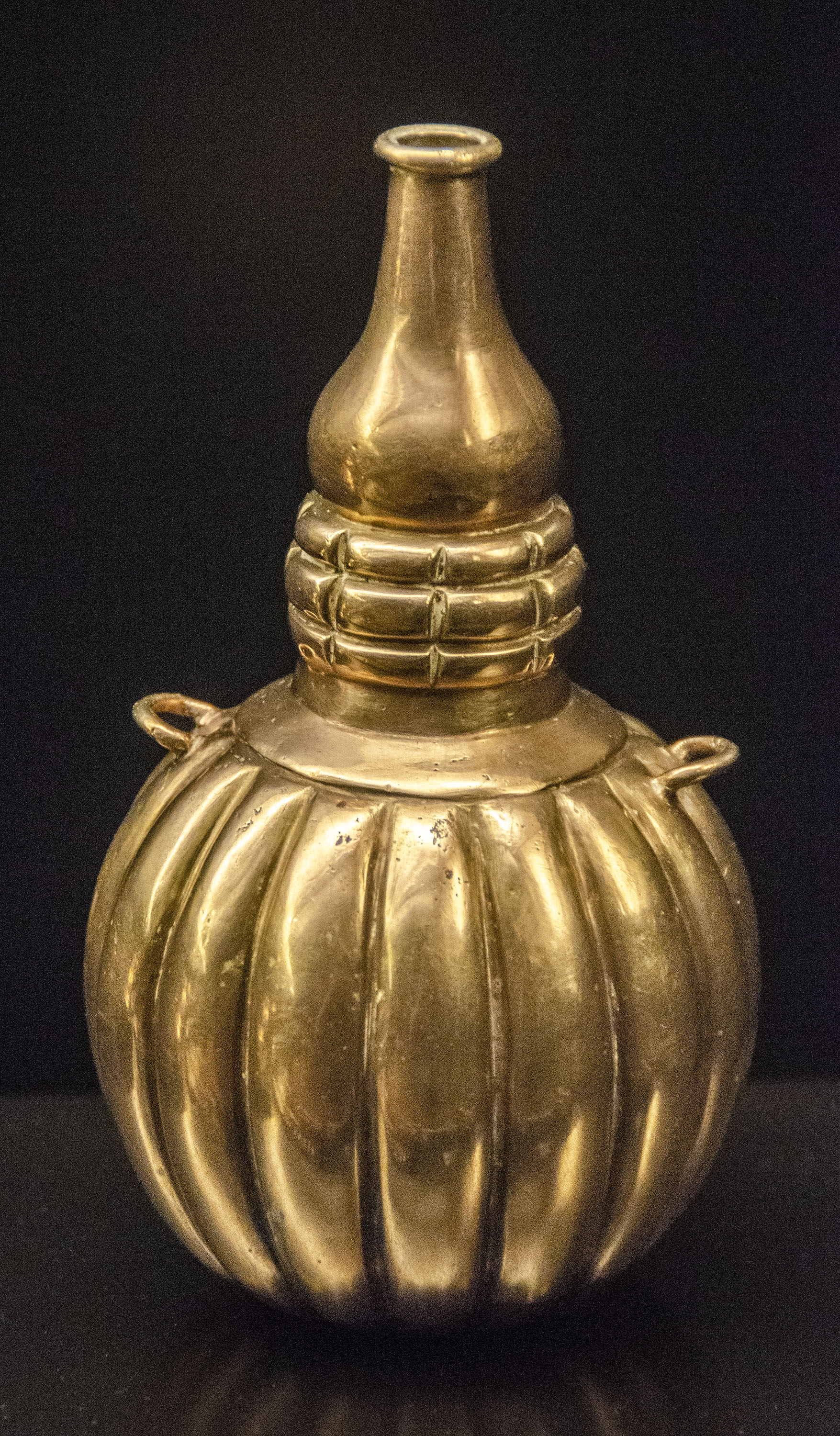
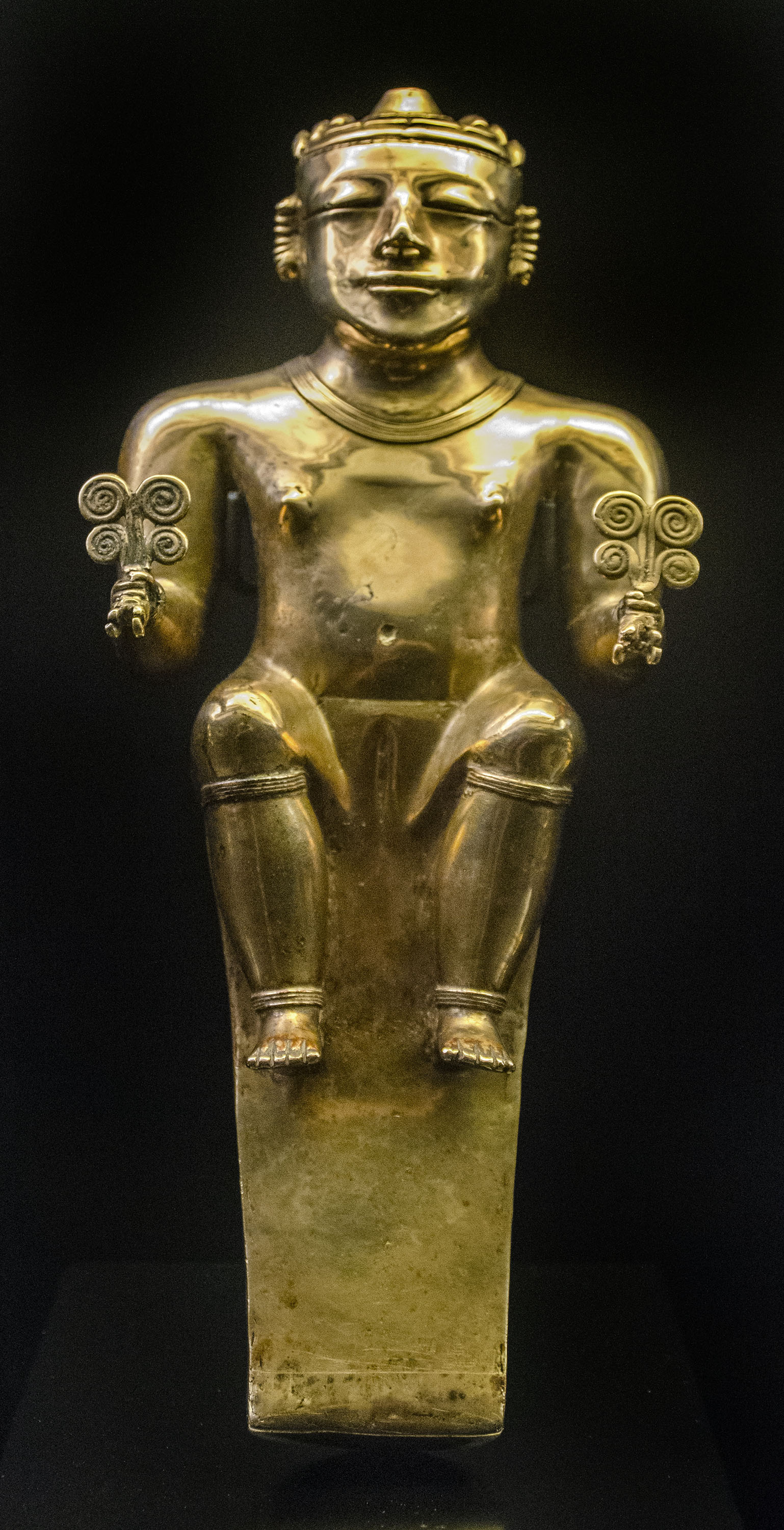
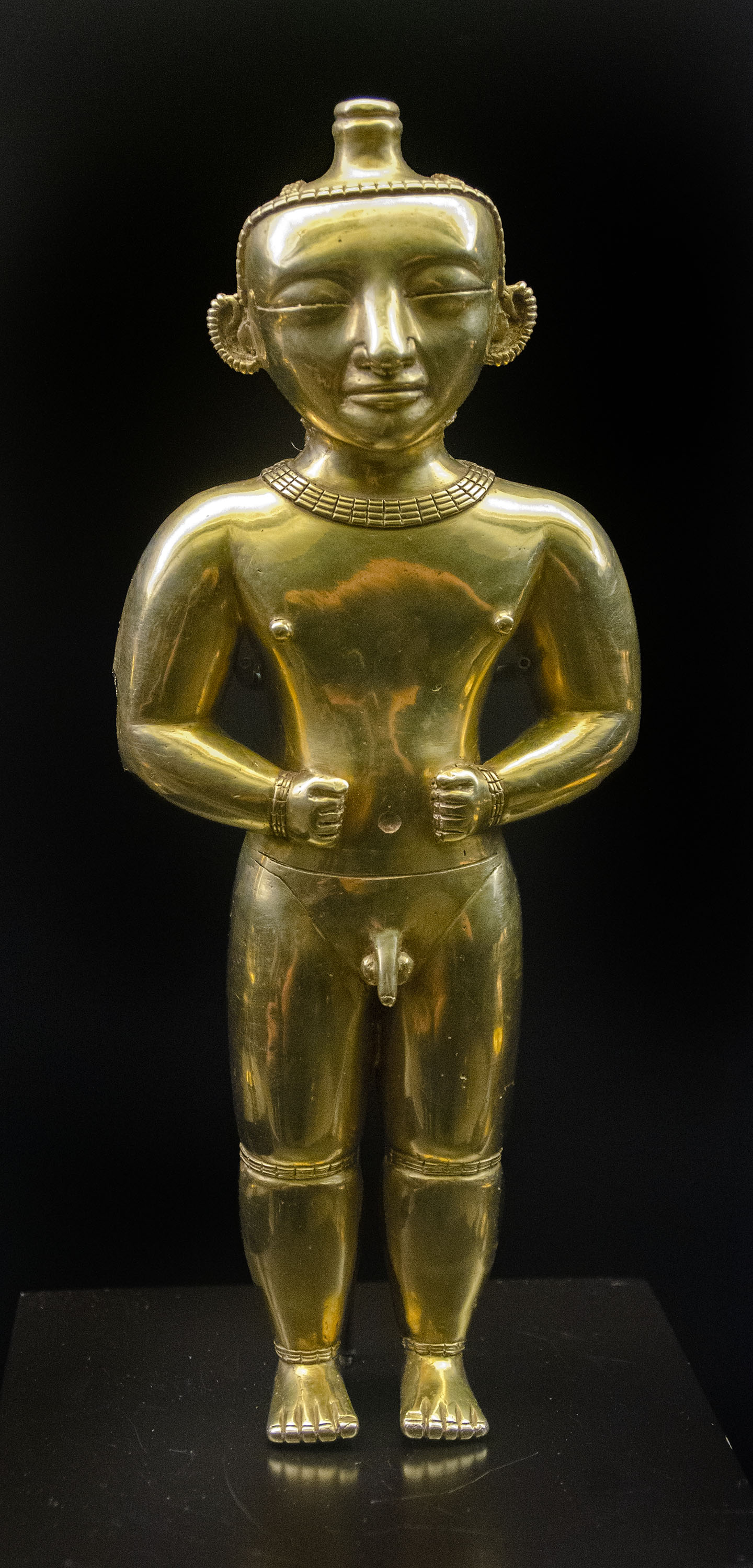
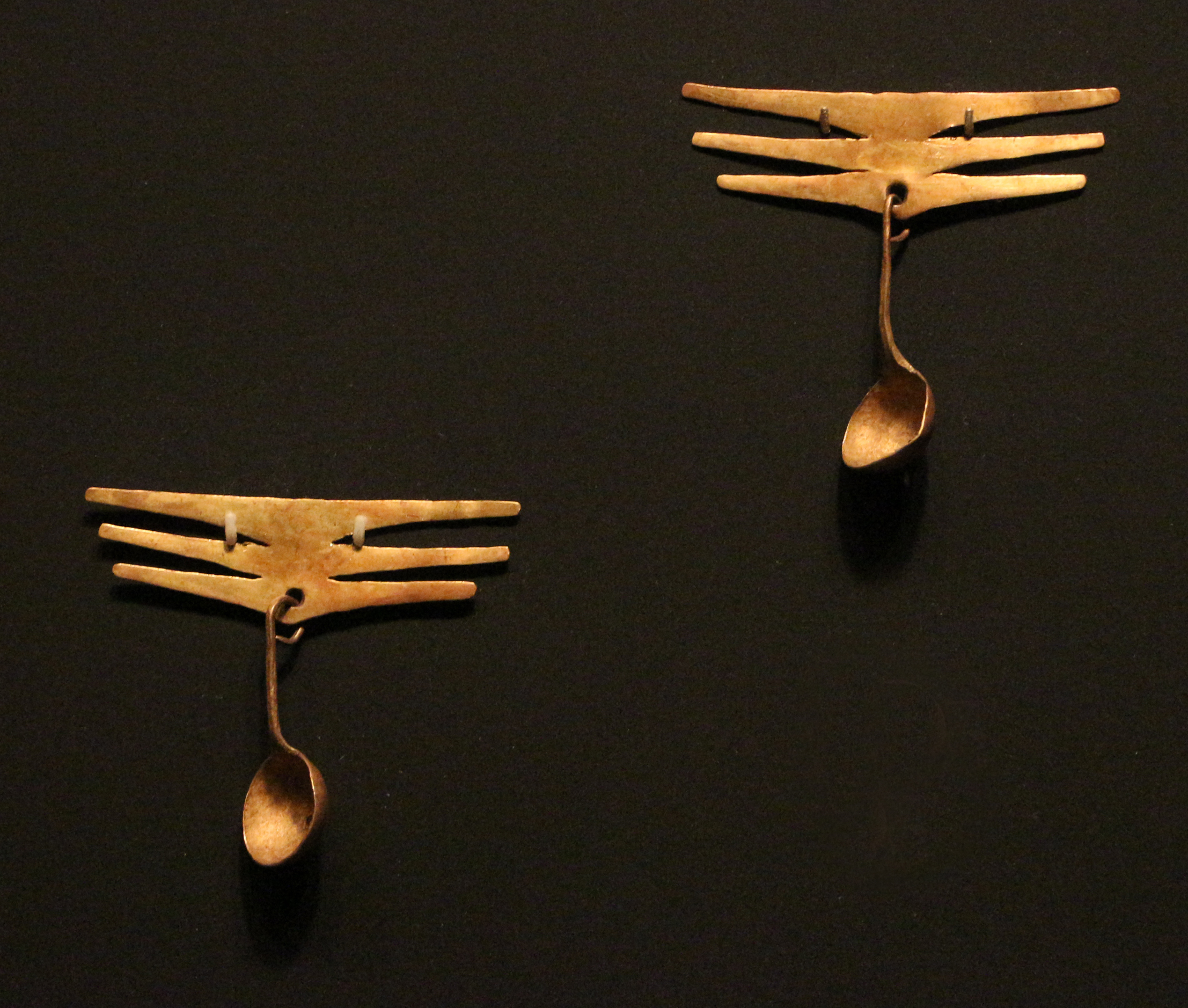
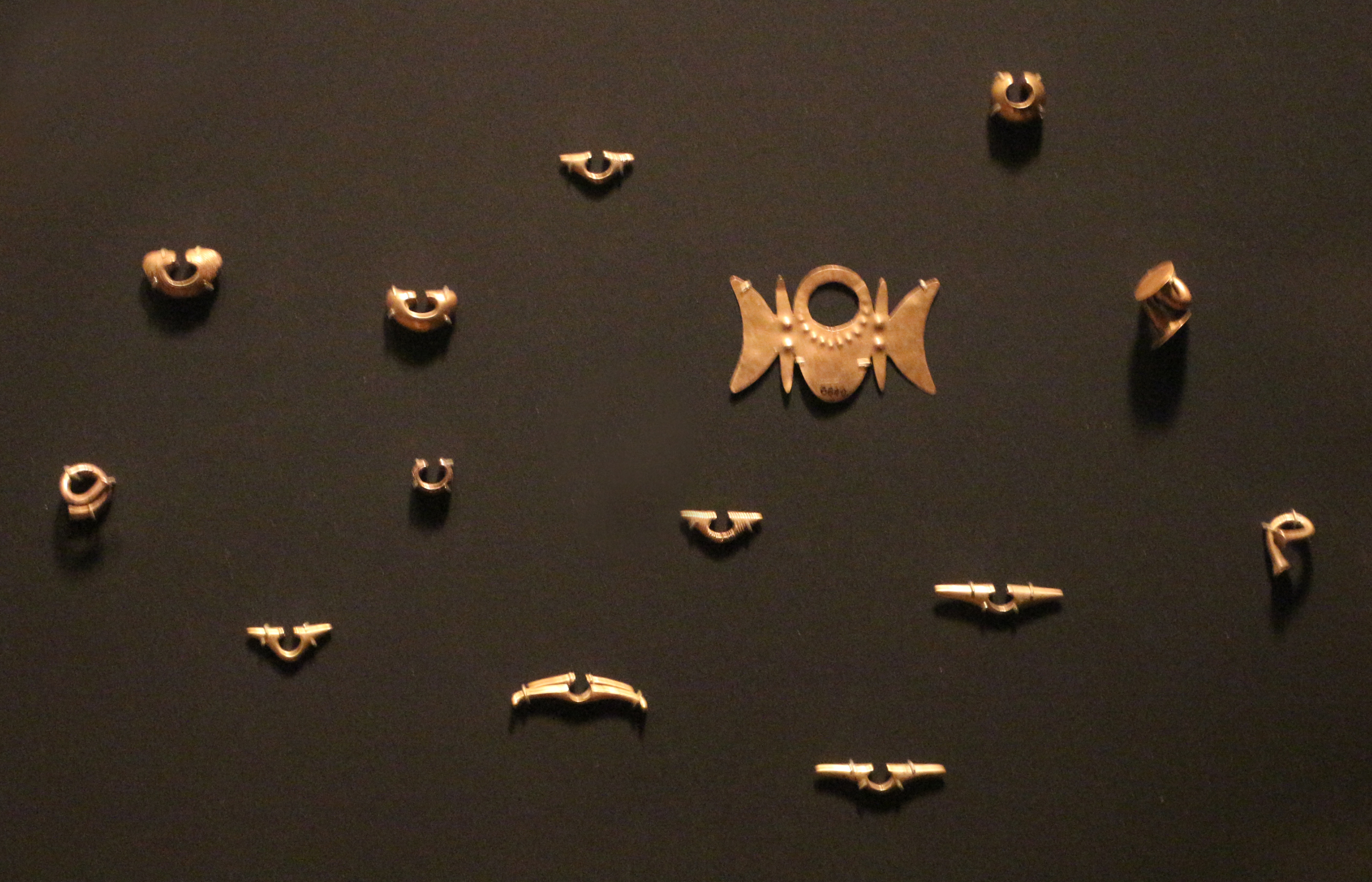
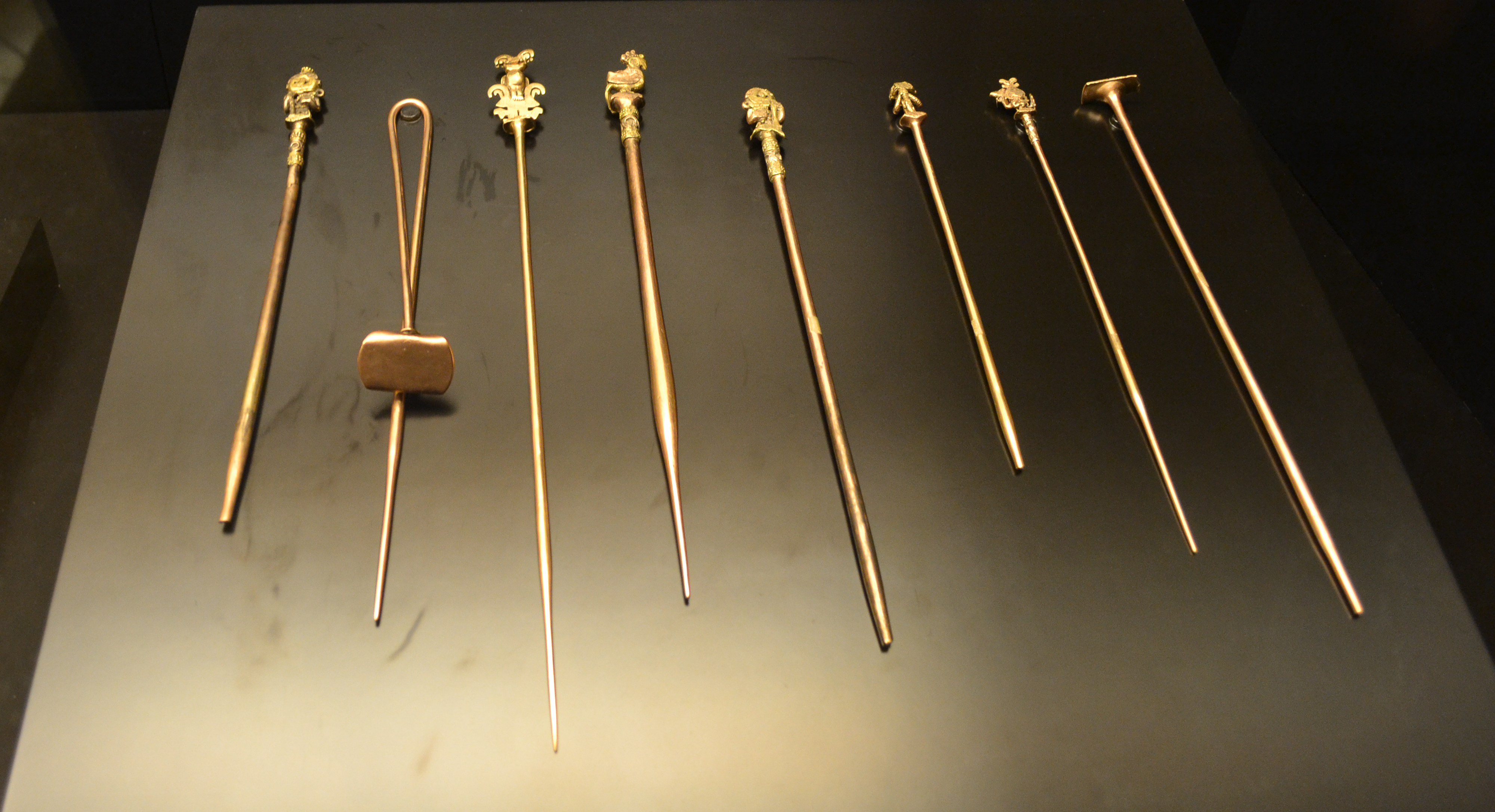
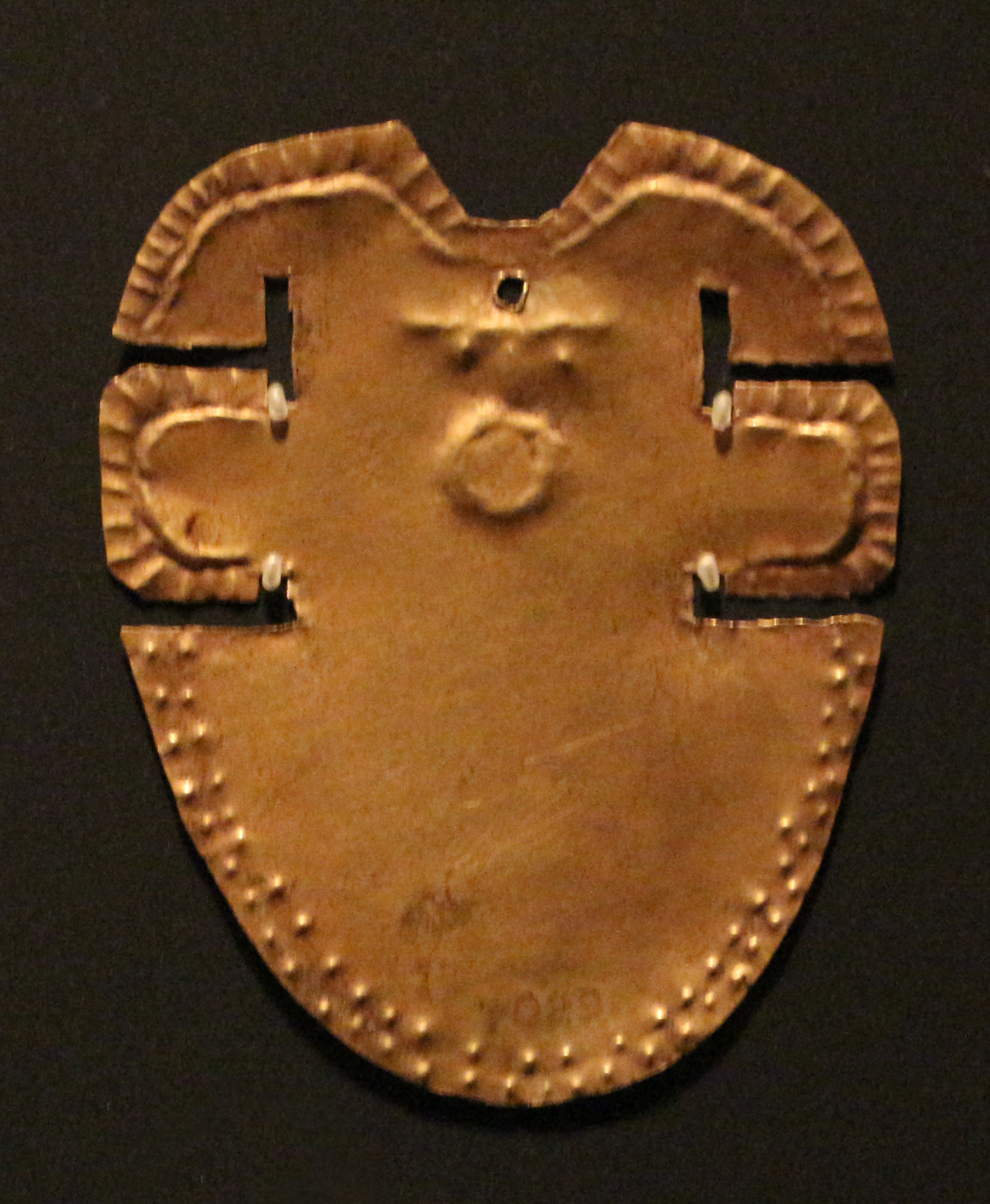
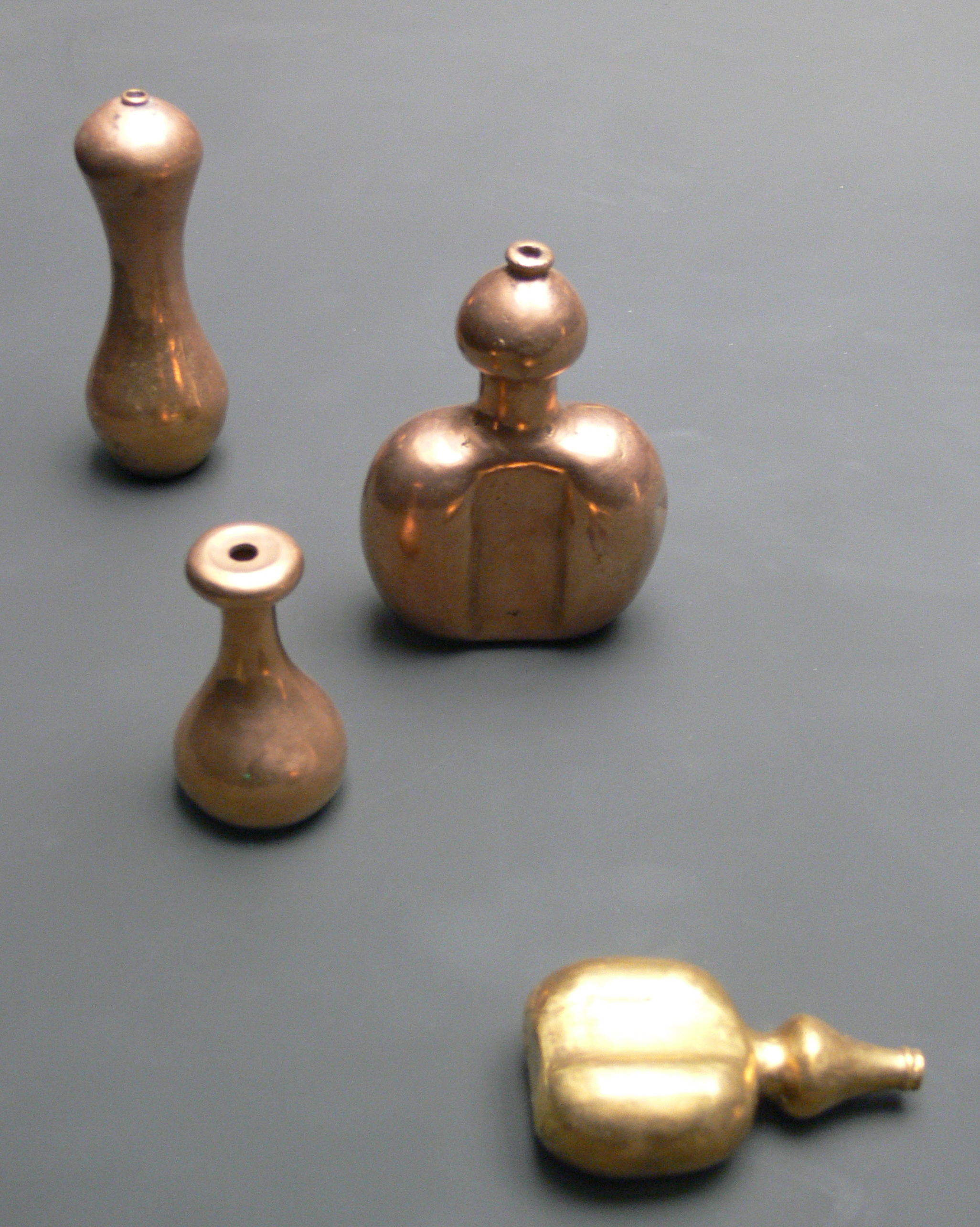
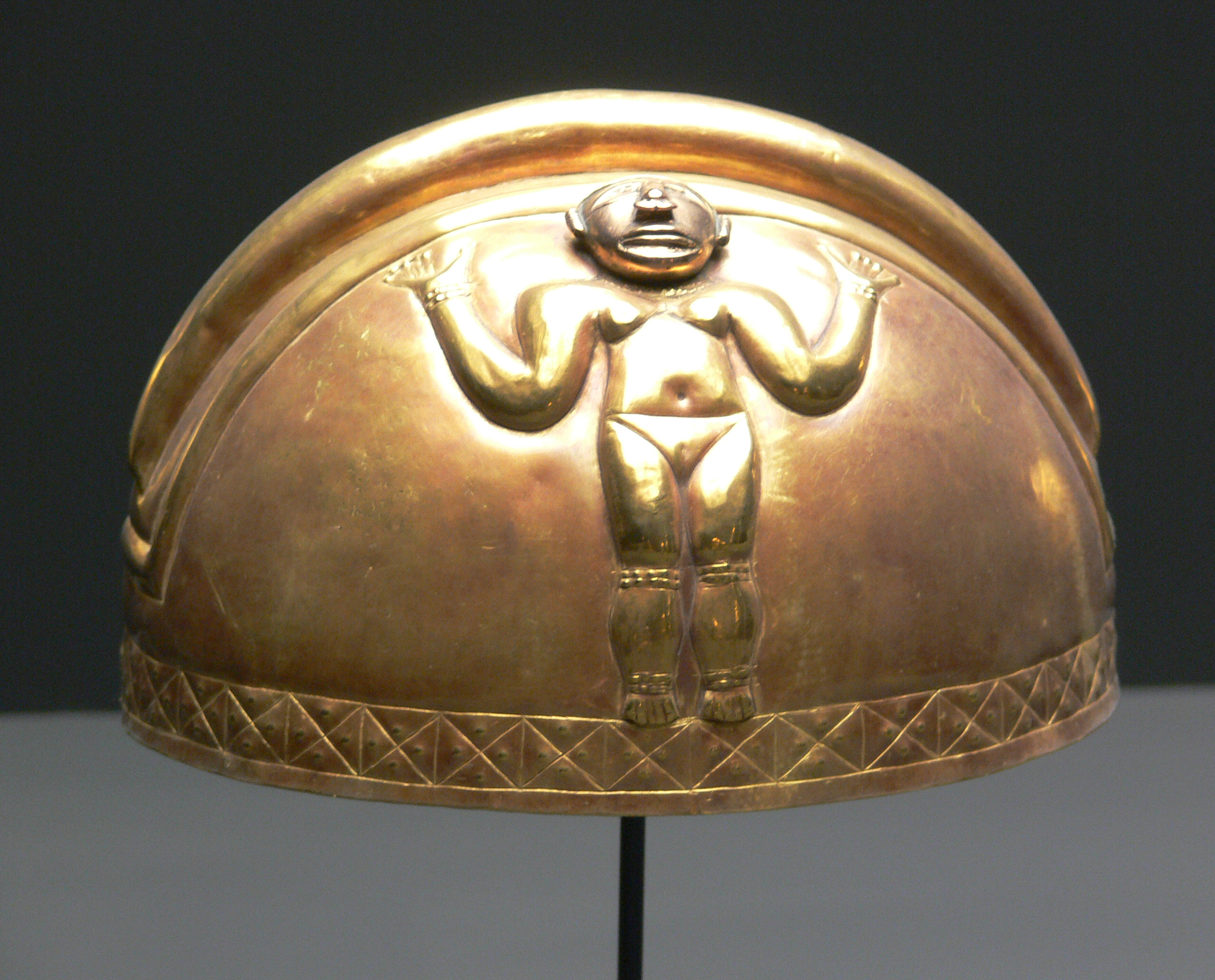
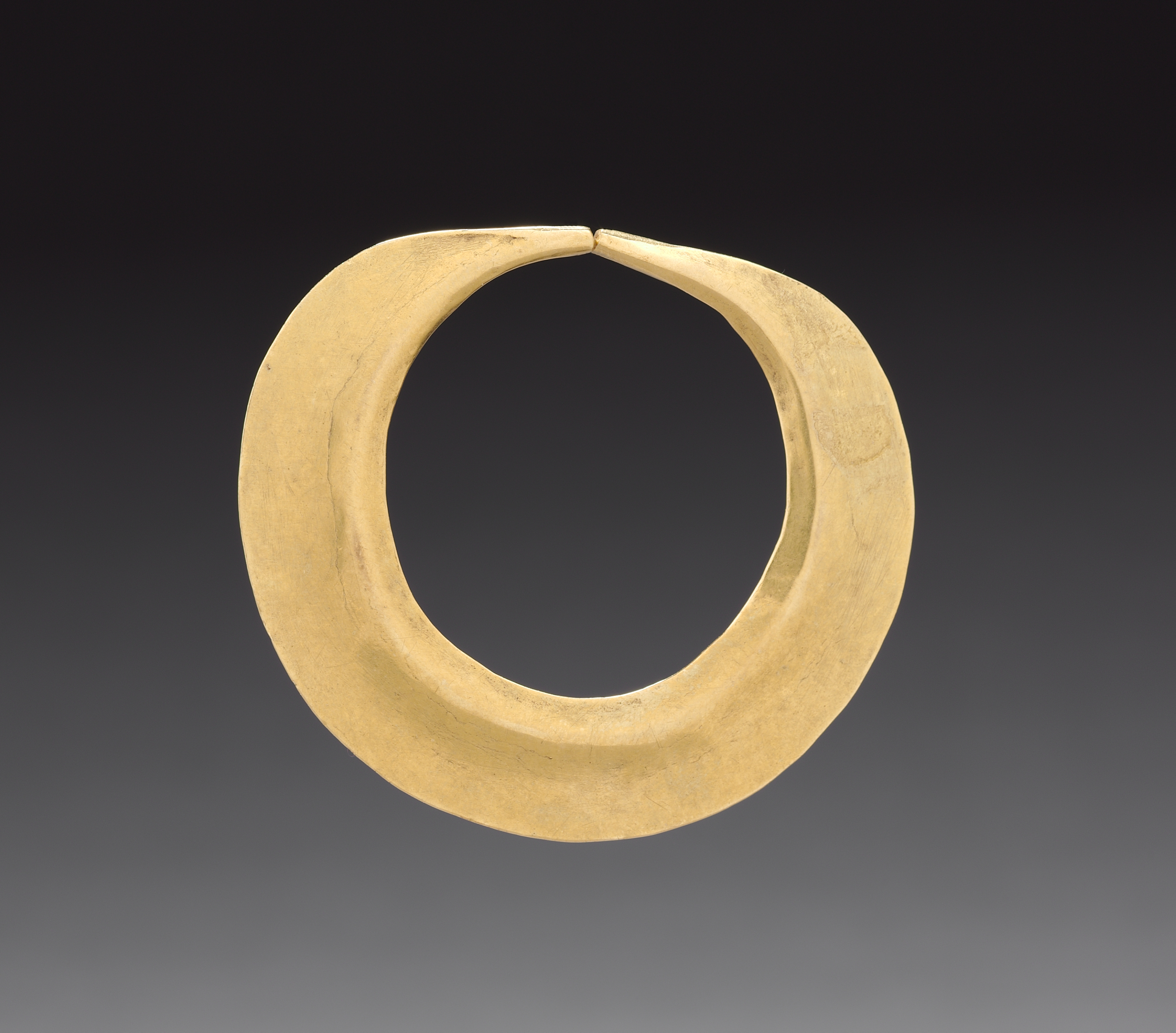
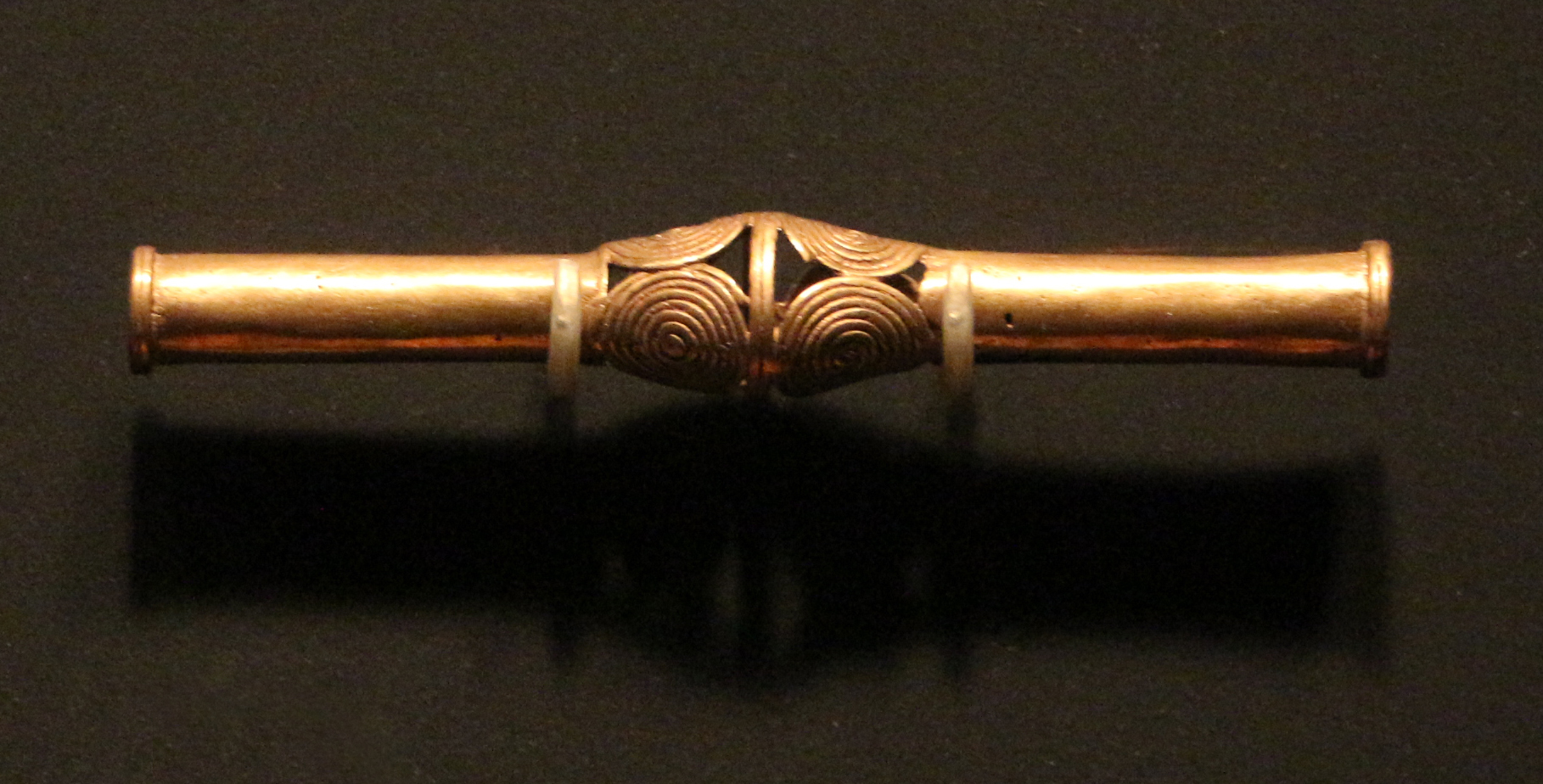

### Otros datos
Otro sitio interesante donde se puede encontrar grabados y petroglifos de los Quimbayas es en el parque natural de Las Piedras Marcadas, conocido también como La Marcada. Se ubica en la vereda Alto del Toro en el municipio de Dosquebradas Risaralda (Colombia). Las piedras son un auténtico misterio ya que nadie sabe exactamente su antigüedad ni su verdadero significado. Son piedras graníticas de gran dureza y en su superficie se encuentran gran cantidad de grabados como espirales, estrellas, constelaciones, planetas y otros símbolos extraños; se puede tratar de algún mensaje de los dioses que se quedó plasmado para la posteridad en la dura roca. El Parque de las Piedras Marcadas es uno de los parques más desconocidos y menospreciados por los estudiosos de las tribus colombianas, más interesadas en las obras orfebres y de arcilla que en el arte lítico. Otros han relacionado las marcas con constelaciones e incluso se relacionan con "los artefactos Quimbayas", y su misteriosa procedencia; no se sabe realmente por qué se encontraron algunas en las orillas del río Otún cuando otras se han encontrado en orillas del Cauca o del Magdalena.

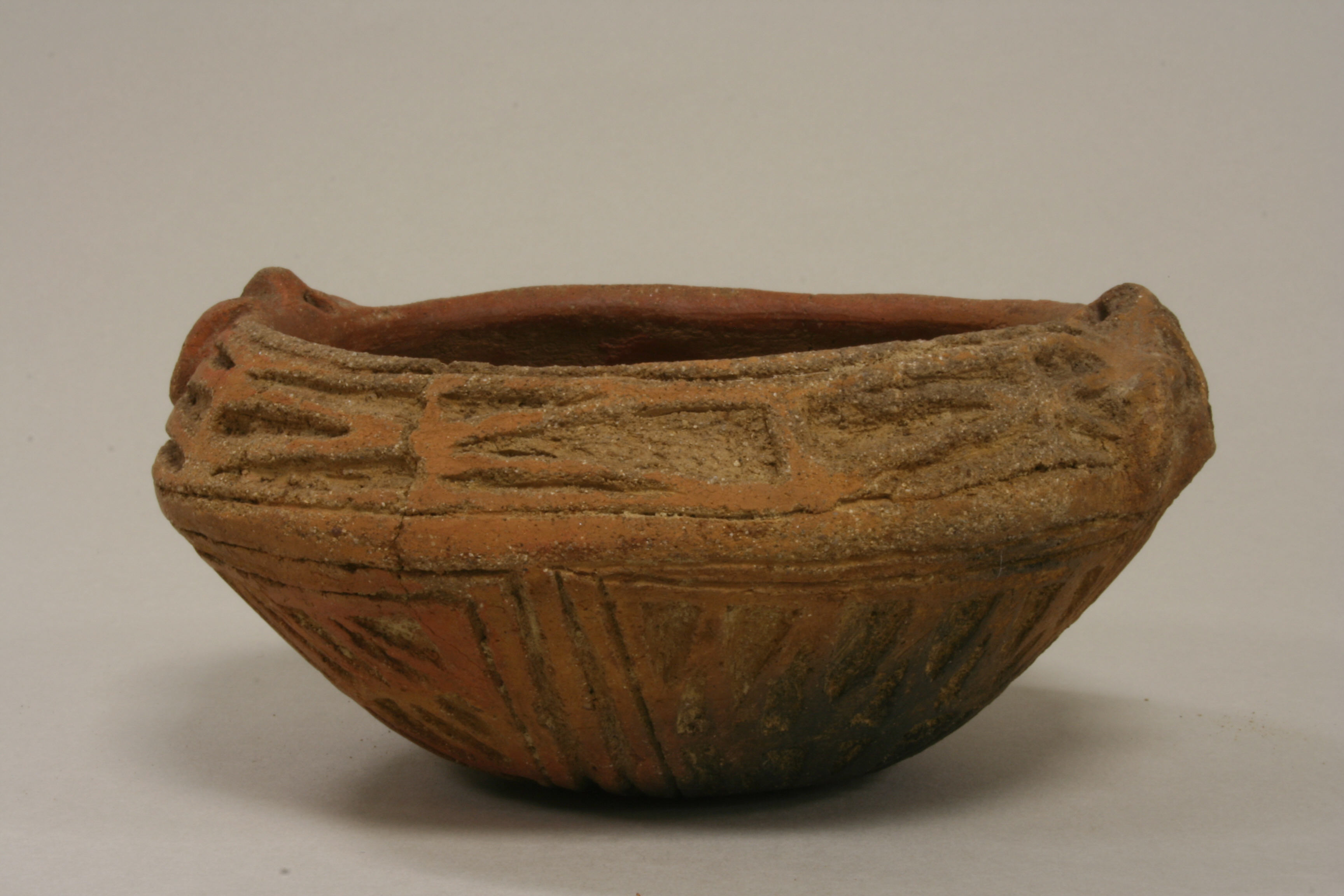
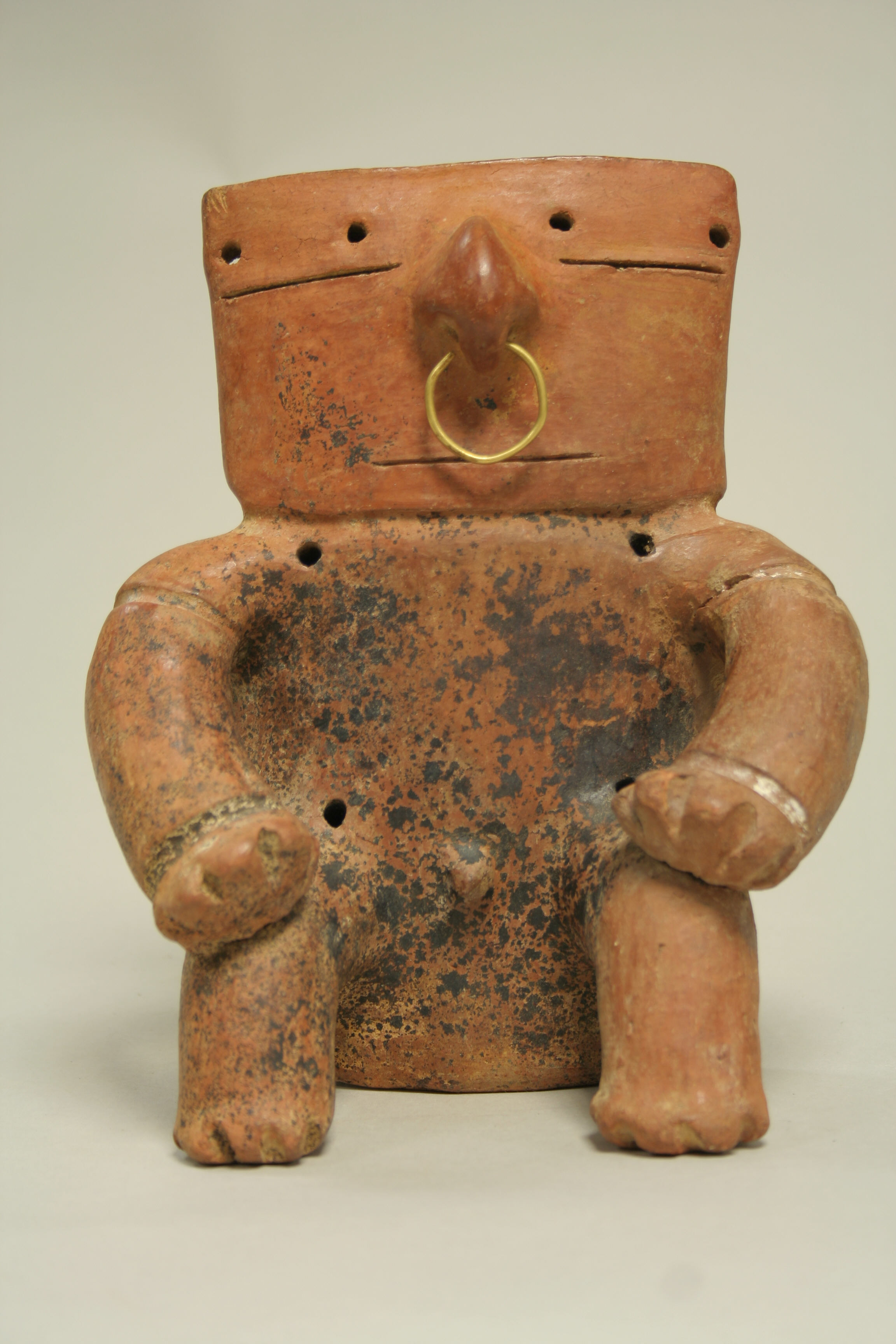
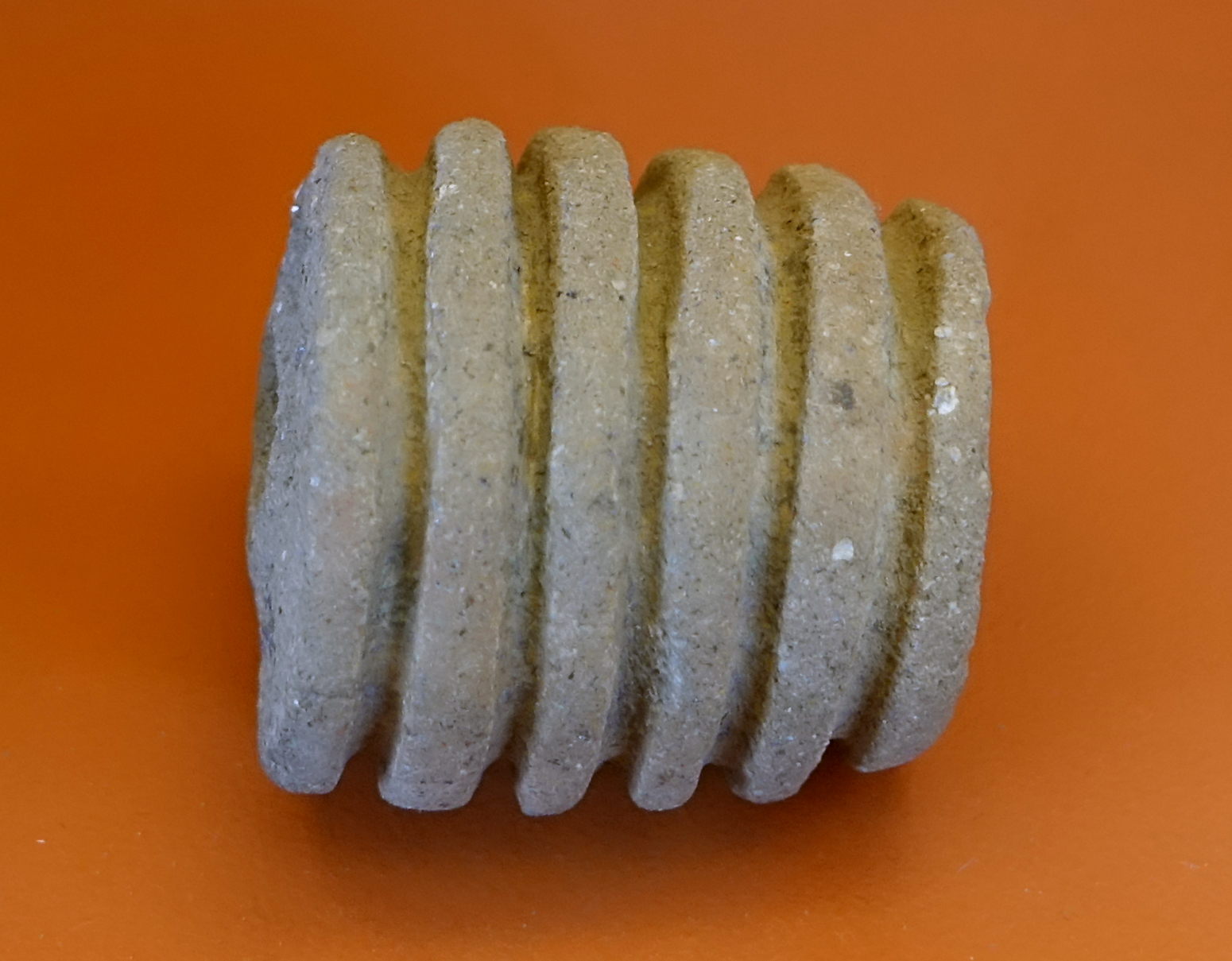
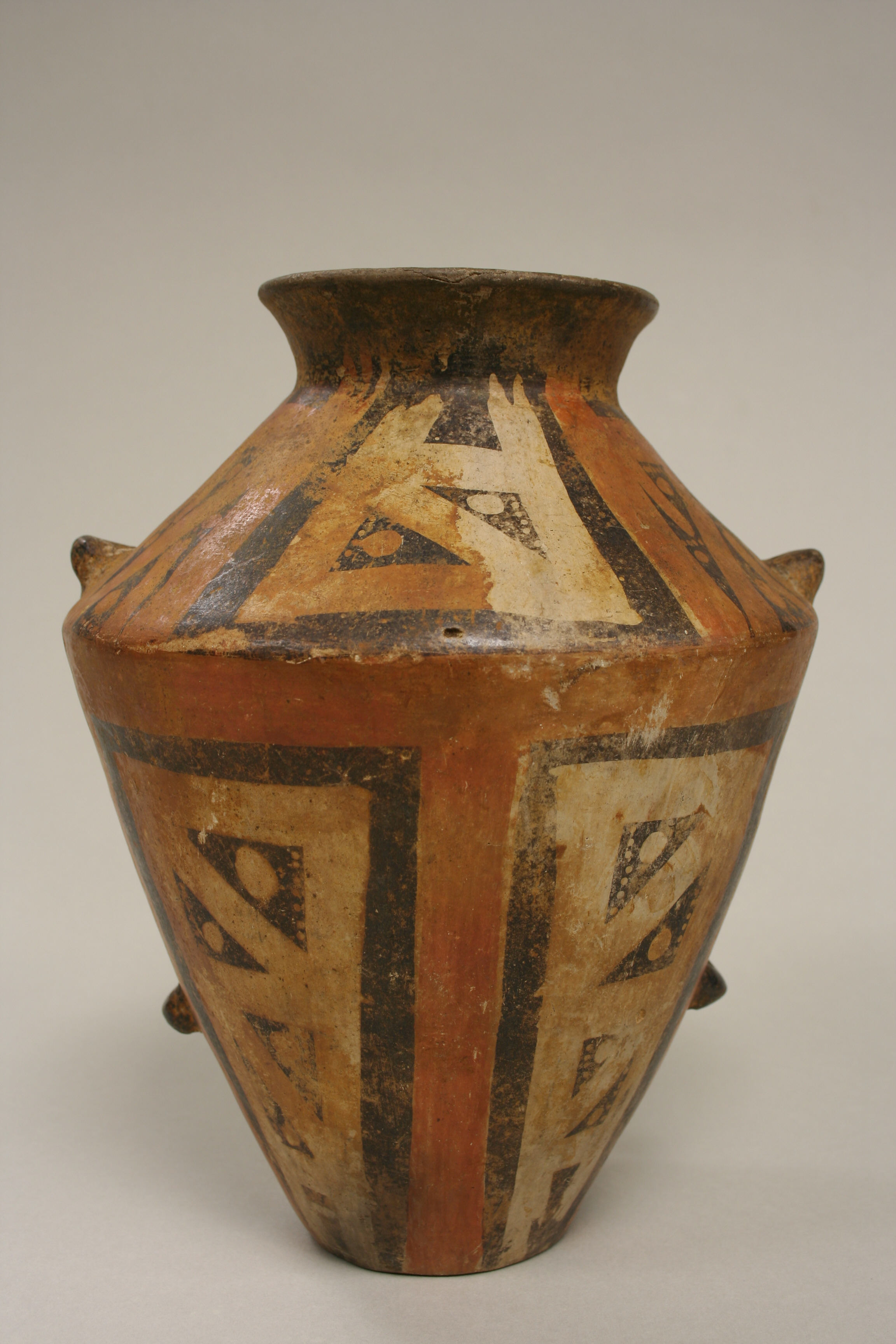
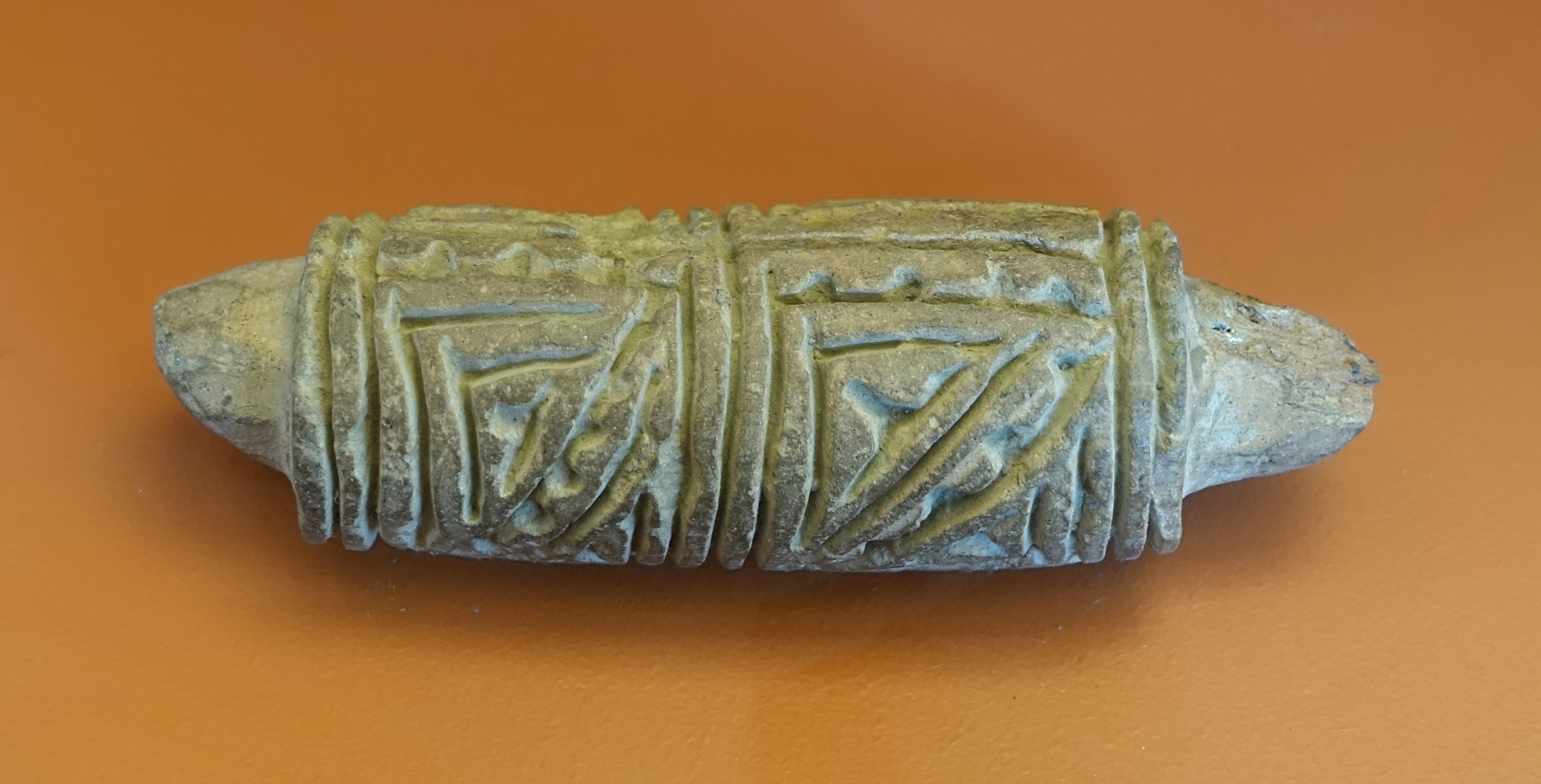
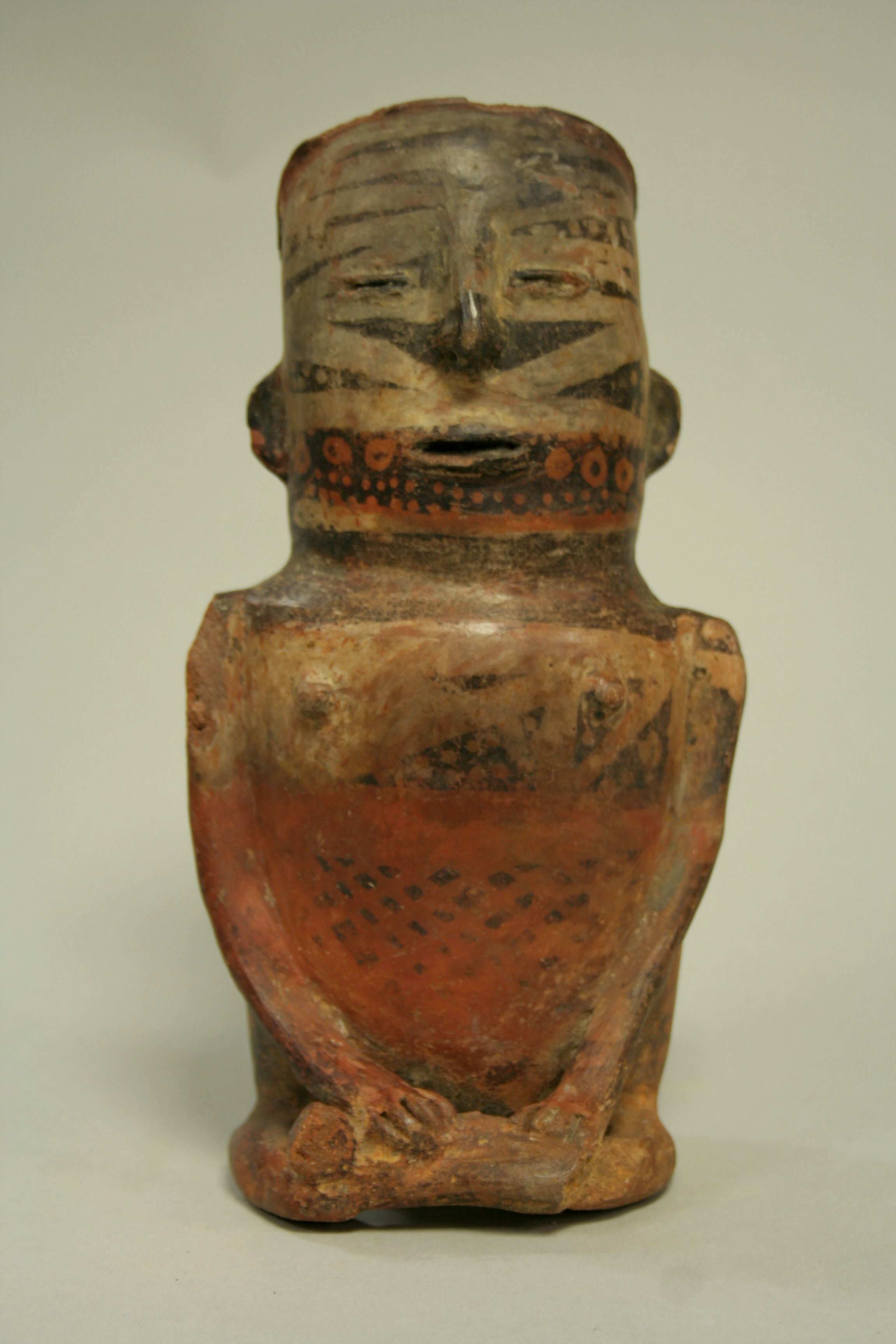
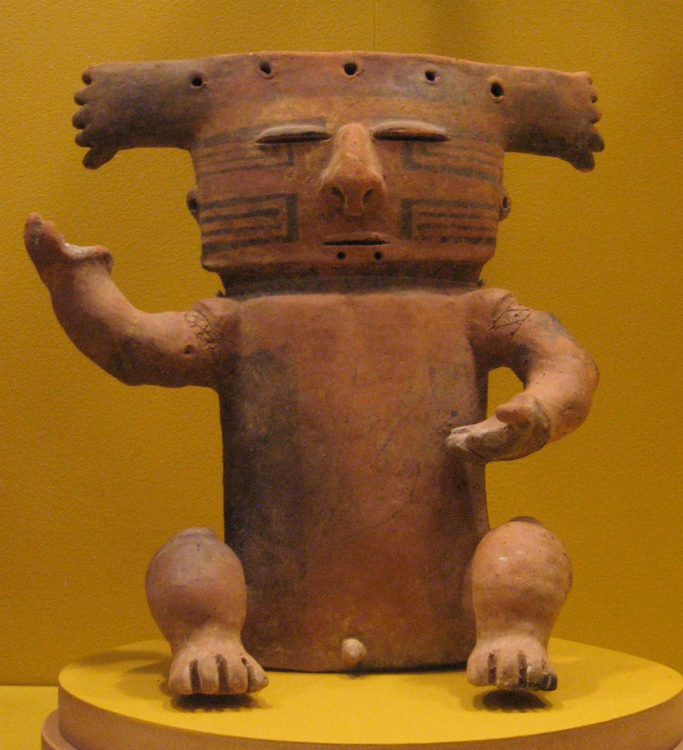
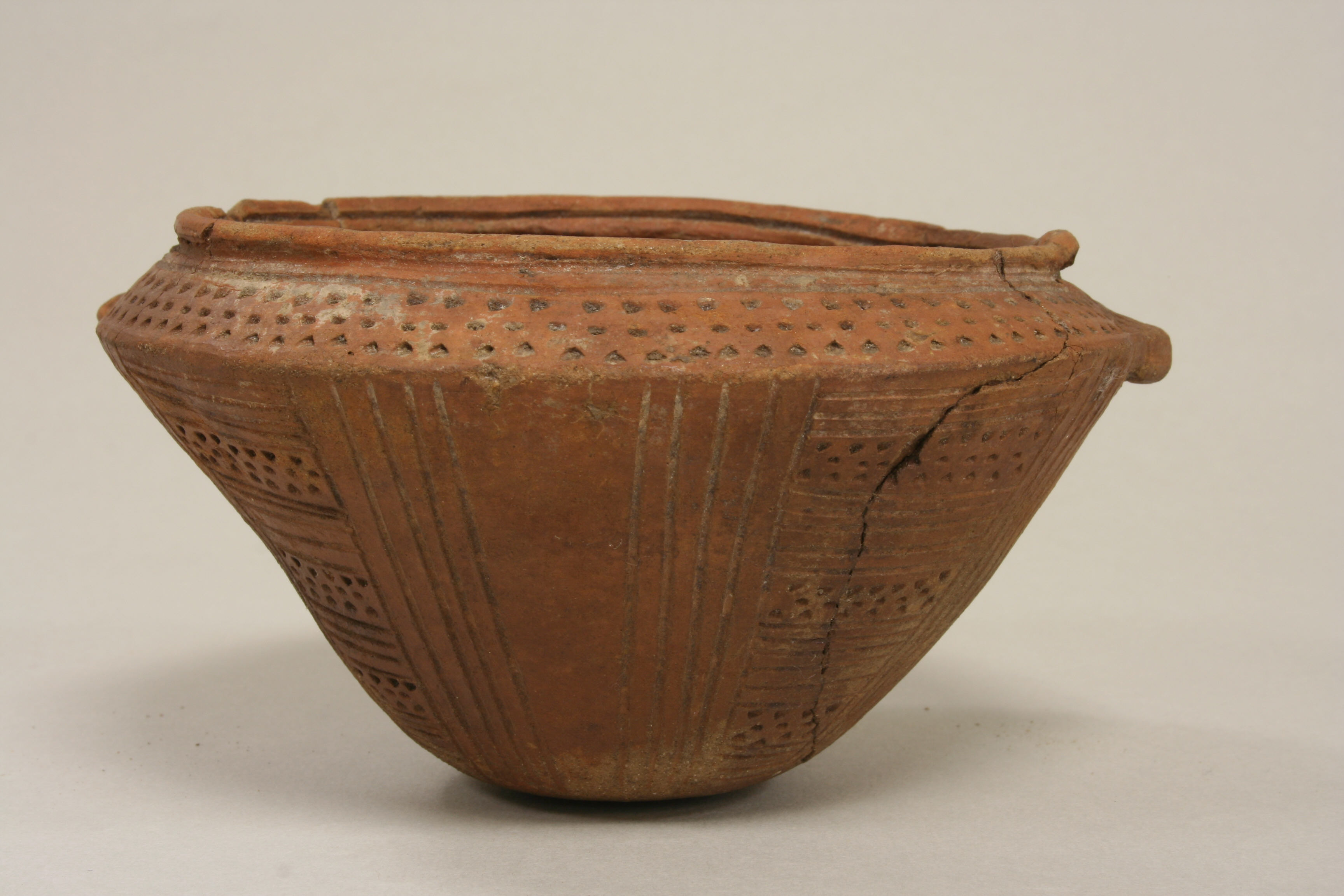
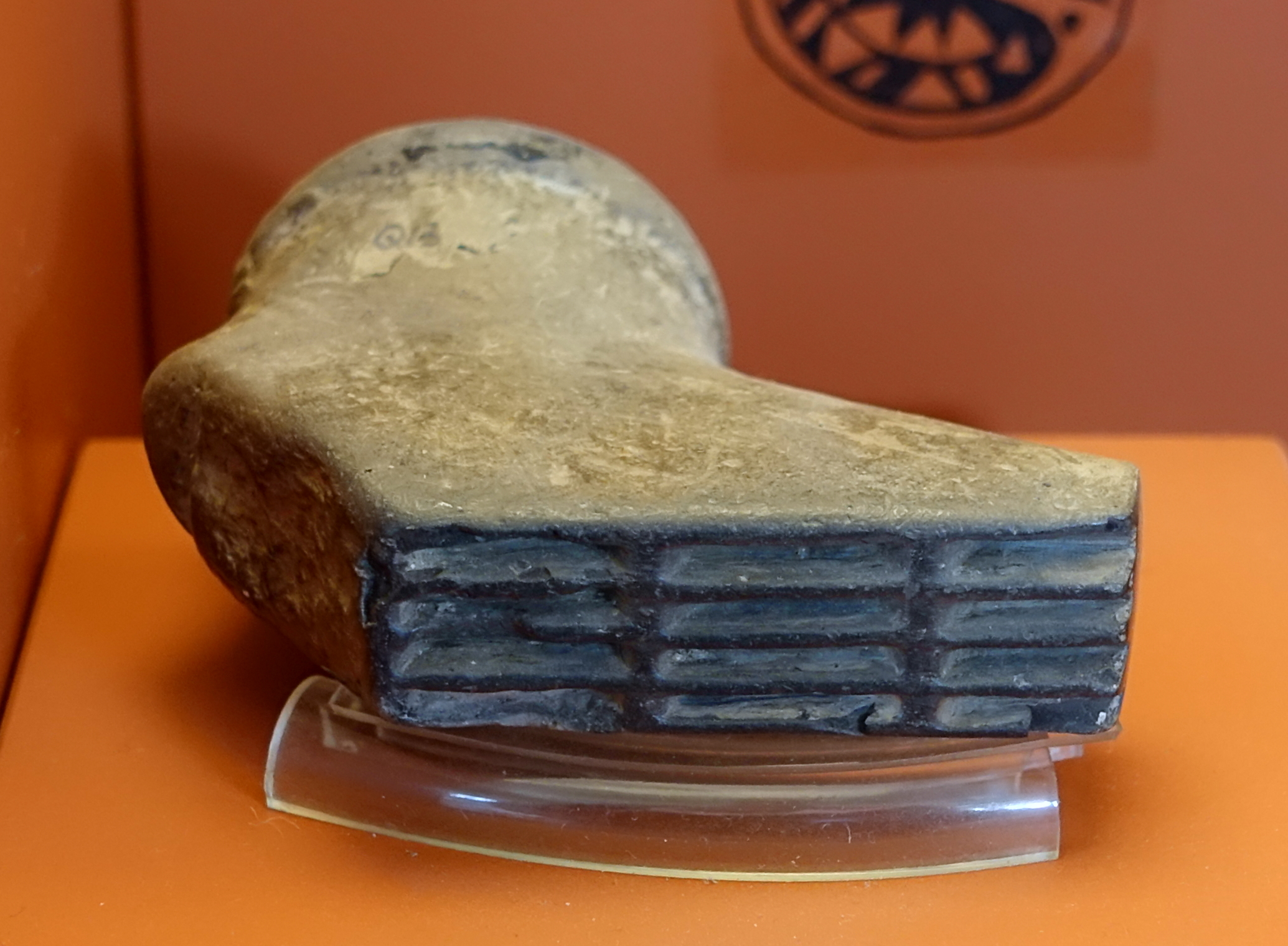
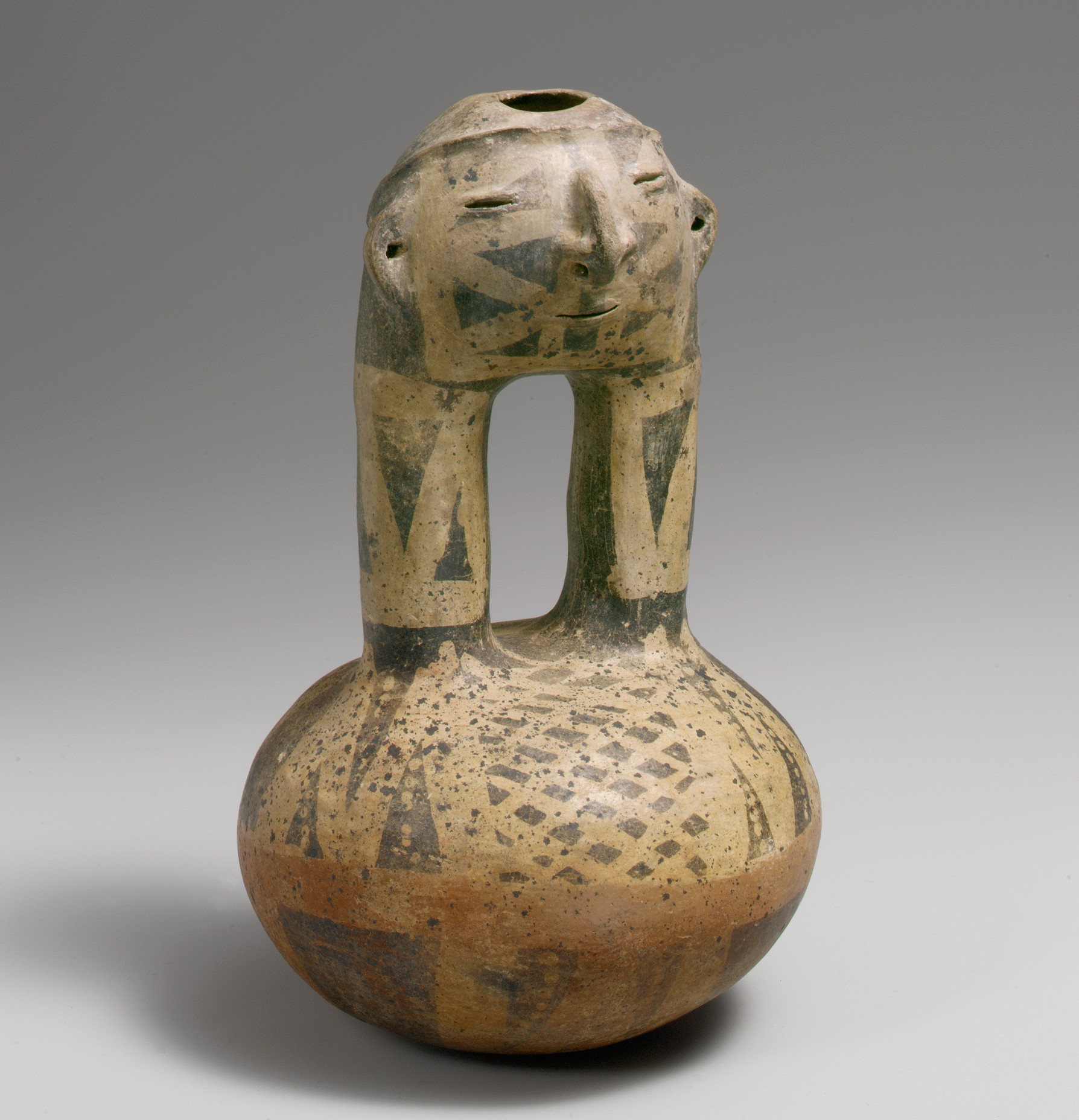
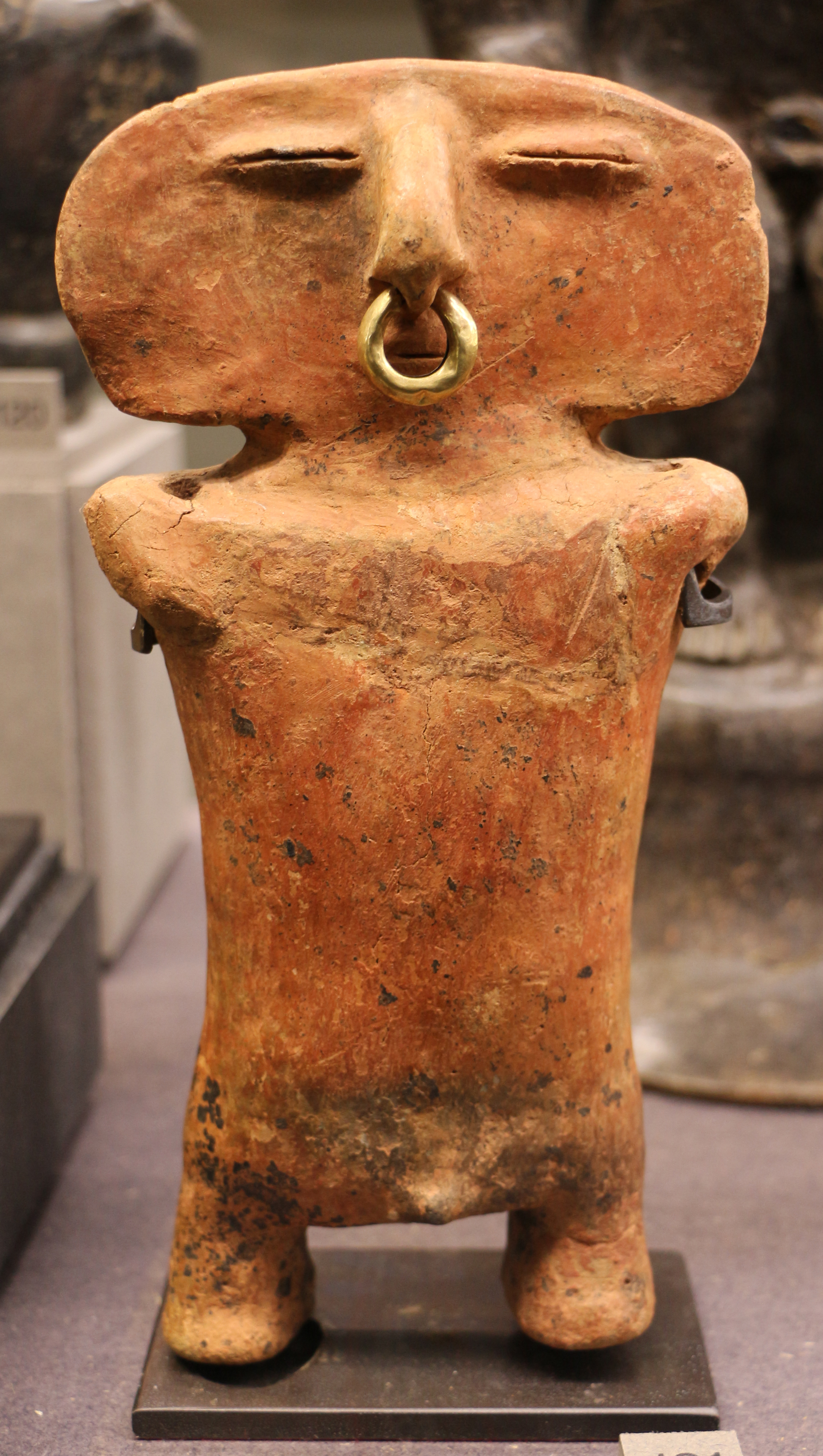
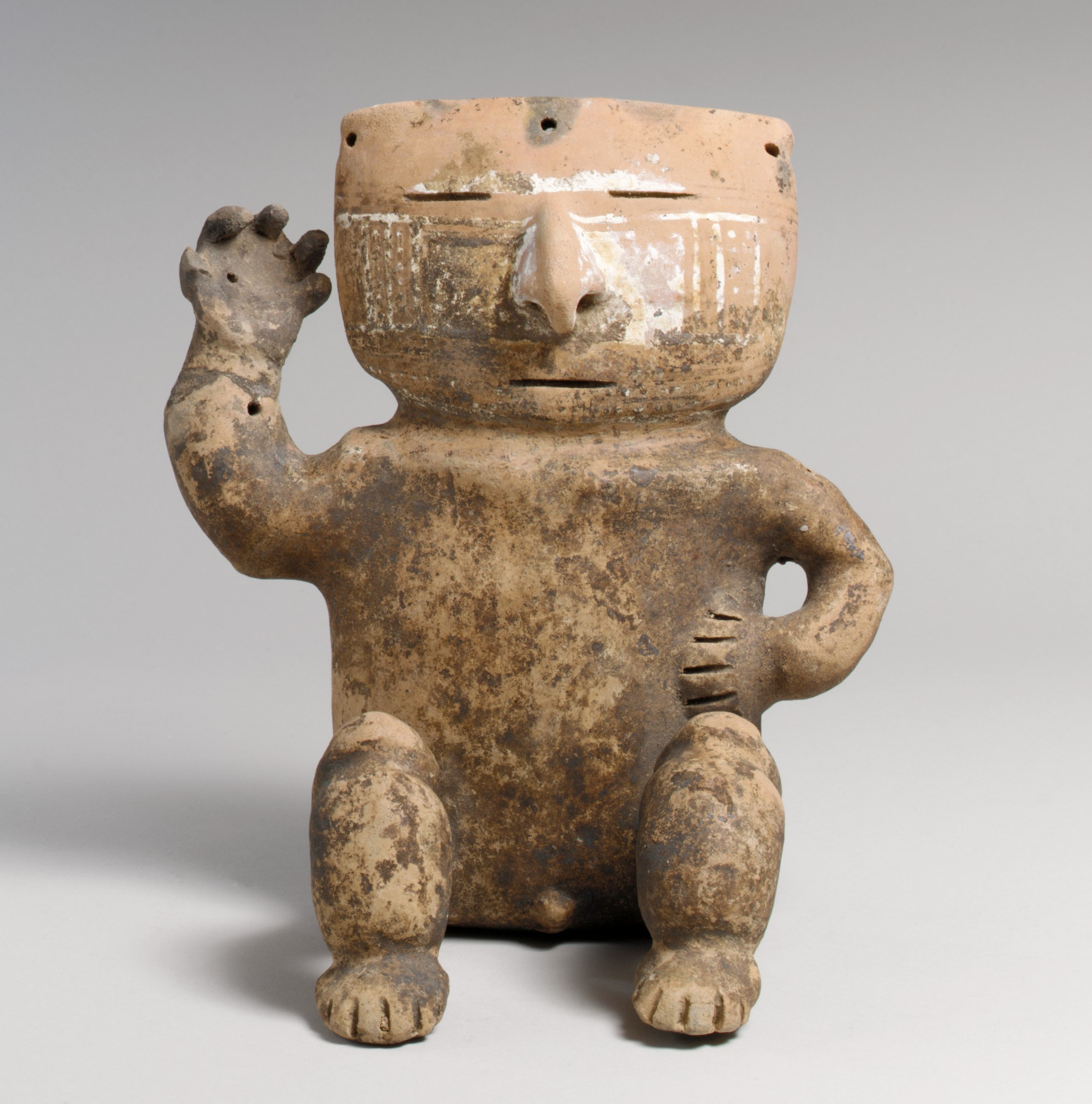
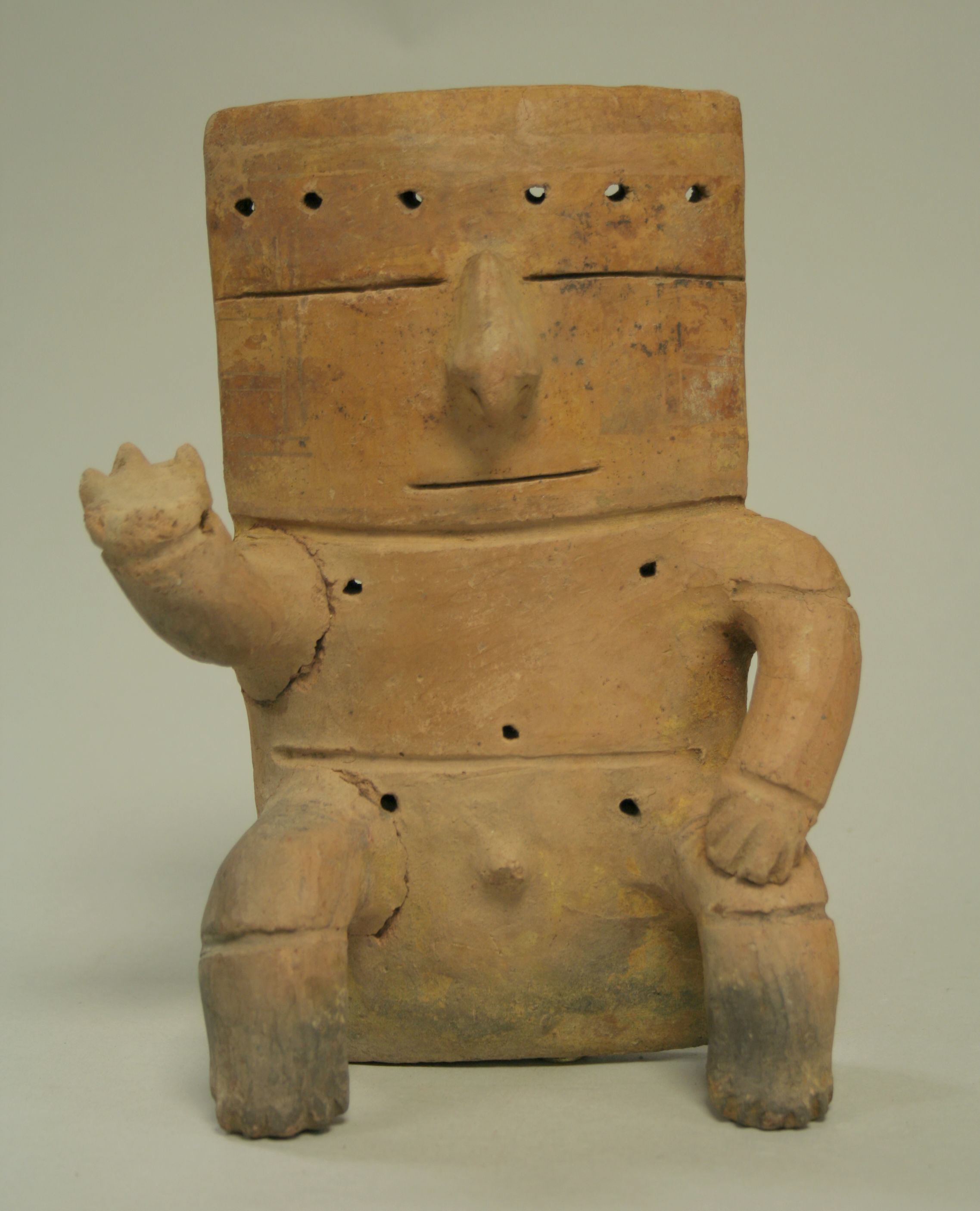
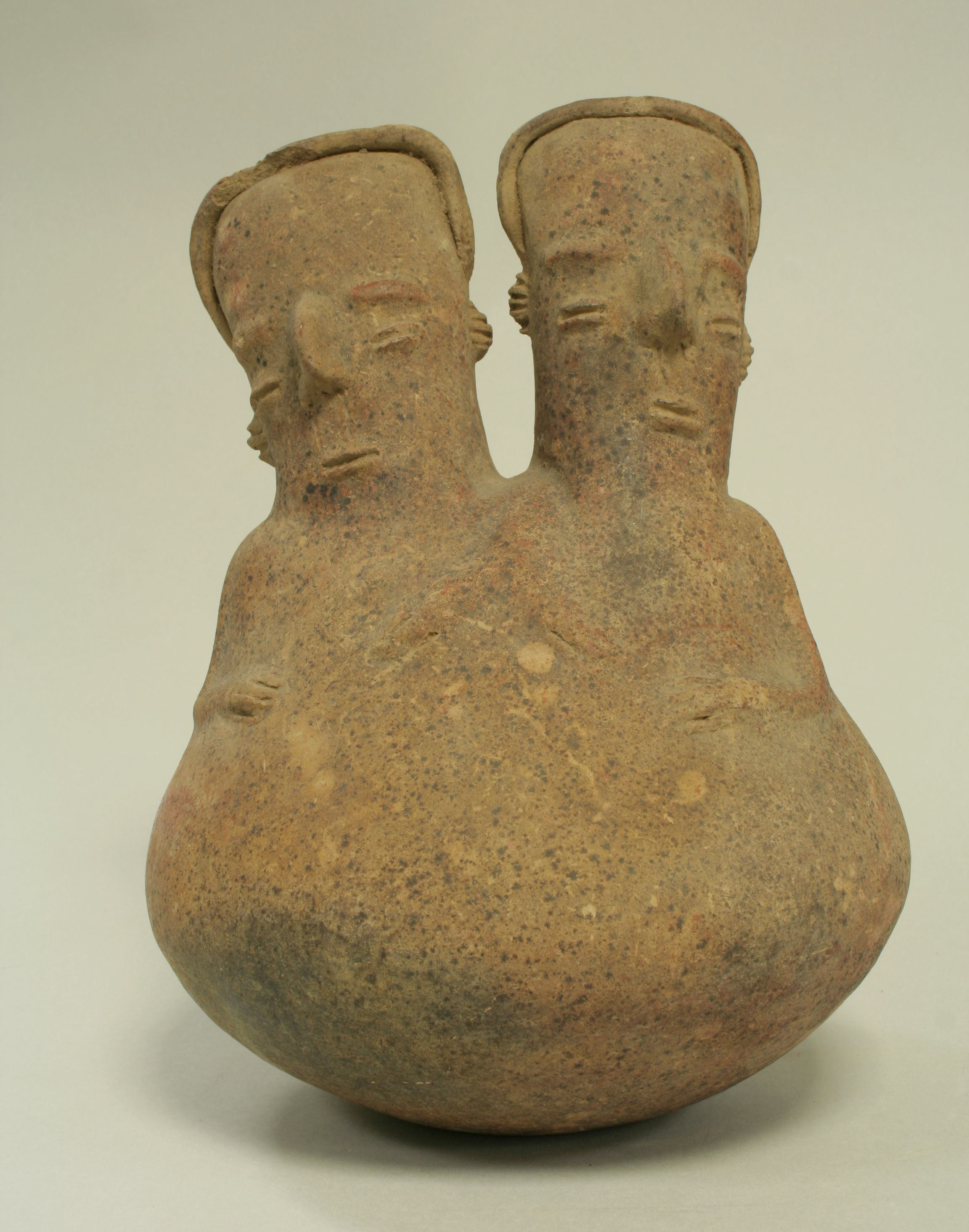
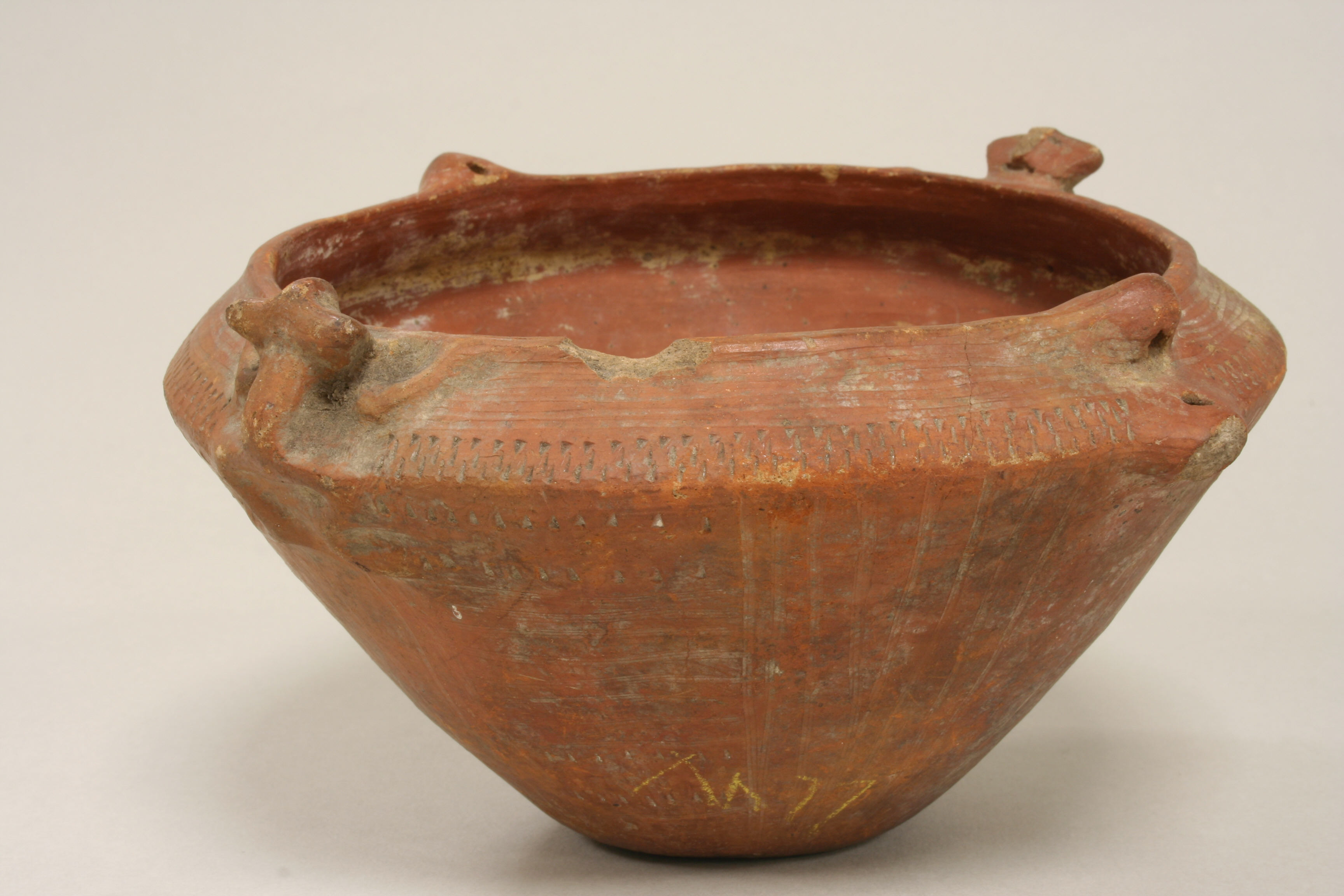
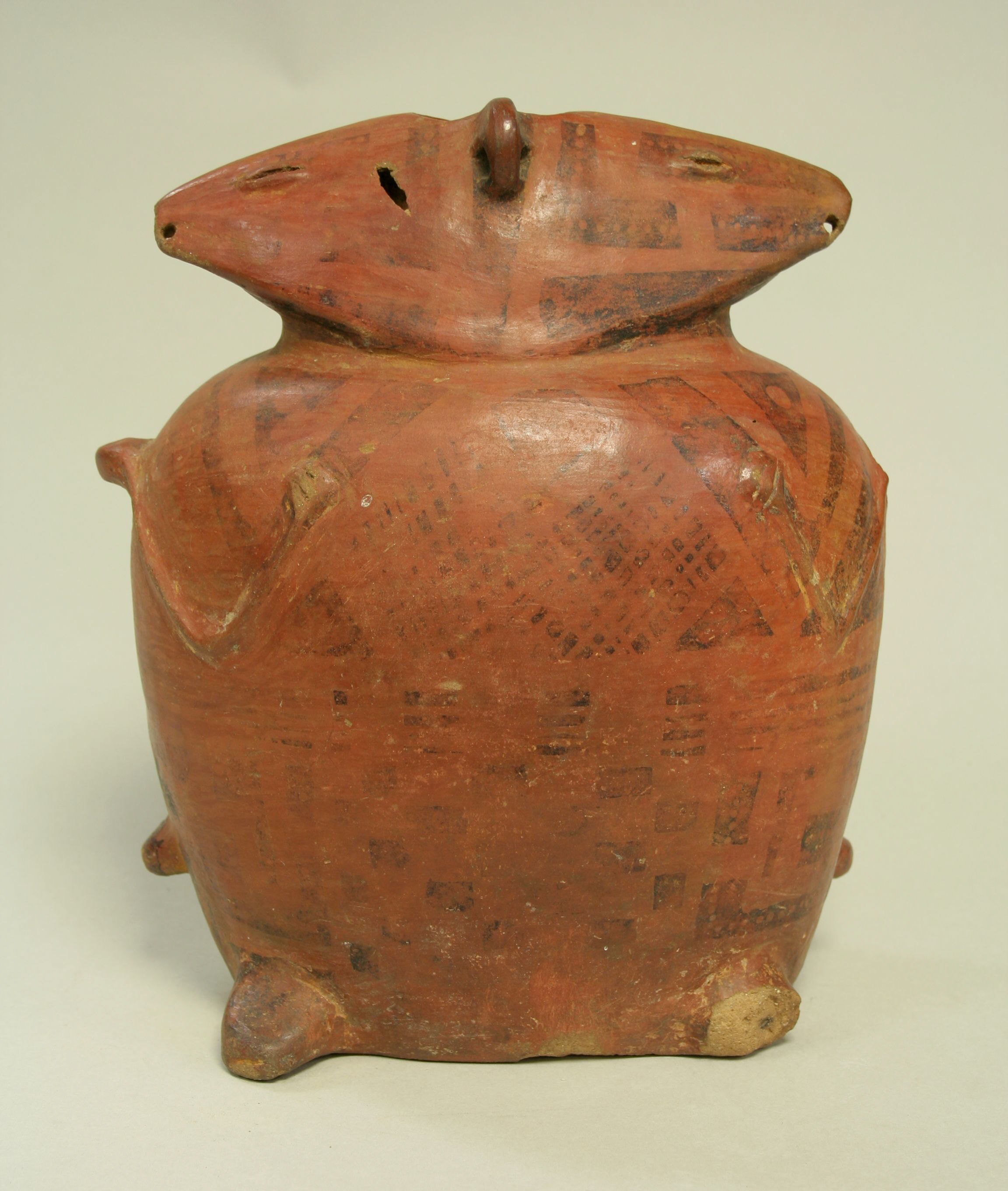

## Organización social
El cacicazgo fue la estructura política dominante en la cultura Quimbaya. Cada uno se componía
de unos 200 súbditos, y habría unos cien de ellos esparcidos por el territorio.
Estas unidades militares, agrícolas y familiares se cumplen durante los períodos de guerra o
para el intercambio de bienes, de manera que respondían como un todo bien organizado 